# الدار البيضاء
الدار البيضاء أو كازابلانكا كانت تسمى آنفا أي التلة (تسمى اختصاراً بالاسم المحلي: كازا) هي أكبر مدينة في المغرب وعاصمته الاقتصادية، وواحدة من أكبر وأهم المدن في أفريقيا، من الناحية الاقتصادية والديمغرافية. تقع المدينة وسط غرب المغرب على بعد حوالي 95 كم جنوب العاصمة الإدارية الرباط على ساحل المحيط الأطلسي. بمجموع عدد سكان يبلغ 7,688,967 نسمة حسب الاحصاء العام للسكان لسنة 2024 مما يجعلها المدينة الأكثر اكتظاظًا بالسكان في المملكة.
تغطي منطقة الدار البيضاء الكبرى مساحة 54 140 1 كيلومتر مربع. تبلغ مساحة المناطق الحضرية 227.82 كيلومتر مربع مقابل ٪18.8. في بداية الثمانينات. منذ العودة إلى مبدأ وحدة المدينة في عام 2002، أصبحت المدينة تتكون من ناحية من عمالة الدار البيضاء، مقسمة إلى 16 مقاطعة موزعة على 8 مقاطعات محلية؛ ومن ناحية أخرى، من بلدية مشور الدار البيضاء حيث يقع القصر الملكي.
بالرغم من تاريخ بنائها المجهول. يرجح بعض المؤرخين بناء المدينة إلى قبيلة زناتة الأمازيغية في مطلع القرن العشرين، حيث كانت تعرف باسم أنفا وميناءها الصغير الذي اعتُبر محطة تجارية للقوارب القادمة من سهل الشاوية للحصول على الشعير والقمح، ثم تطورت المدينة على مر السنين لتصبح العاصمة الاقتصادية والتجارية للمملكة المغربية، والمدينة الأولى في المغرب، والثالثة في أفريقيا من حيث عدد السكان (بعد لاغوس والقاهرة).
بسبب التنوع المعماري الذي واجهته خلال القرن العشرين، حيث كانت قِبلة معصرنة لجيل من المهندسين المعماريين الأجانب المتخرجين من المدرسة الوطنية للفنون الجميلة في باريس. حافظت المدينة على تراثها العمراني العريق الممتزج بين الطراز الاستعماري القديم بأبنيته المنخفضة والمنتظمة والطراز الحديث بمبانيه الشاهقة والفخمة كالمركز التجاري بشركاته ومصارفه وبيوت المال والفنادق الكبرى والحدائق العامة.
تعد مدينة الدار البيضاء مدينة الشهداء، فبعد أن دمرها البرتغاليون وقصفها الفرنسيون عام 1907 خلال انتفاضة الدار البيضاء مما أدى إلى الآلاف من الضحايا. كانت المدينة محاصرة من قبل الجيش المغربي خلال أعمال الشغب عام 1981 فيما عرف بشهداء الكوميرة (أي شهداء الخبز)، ومعقلاً سابقاً لسرداب سجون معارضي النظام.
مسجد الحسن الثاني ثاني أكبر مسجد في أفريقيا وتعد مئذنتُه ثاني أعلى مئذنة في العالم ويعد هذا المسجد رمزا للمدينة.

## التسمية
تستند التفسيرات السائدة حول أصل مدينة الدار البيضاء على رواية اعتاد المؤرخون استغلالها بشكل كبير منذ بداية القرن العشرين (لهم في ذلك مثل الرحالة الدبلوماسيين وعلماء الاجتماع لهذه الفترة)، هذه الرواية تجعل من الدار البيضاء ترجمة حرفية لكلمة كازابلانكا، وهي كلمة استعملها البحارة البرتغاليين خلال القرن الخامس عشر الميلادي للدلالة على المدينة، وفي نفس الإطار تضيف الرواية بأن وجود منزل بلون أبيض يساعد البحارة البرتغاليين على تحديد موضع كازابلانكا.
وبالاعتماد على هذه التسمية، فإن التاريخ يقدم حقيقتين، الأولى مرتبطة بمرور الموحدين بأنفا بعد المرابطين. والثانية واردة على لسان الإخباريين البرتغاليين عند كتابتهم أنفي بدلاً من أنفا، وهذه الشهادة تبين عدم إلمام البرتغاليين عند نزولهم بالساحل الأطلسي المغربي منذ القرن الخامس عشر الميلادي بالتسمية الأصلية للمدينة.
في اللغة العربية، يستعمل مصطلح البيضاء للدلالة على اللون الأبيض، ويبقى أن ربط أنفا باللون الأبيض يجد معنا ثابتا أو راسخا وبدون منازع أمازيغي. فالمعطيات اللغوية التي نتوفر عليها لحد الآن تدفعنا إلى عدة قراءات لكلمة أنفا ومنها نجد أنافا - أمافا - أمفا - أنفى- أنفي....
ومن جهته، يعتبر Laoust E. أنفا هي أصل أفا، ويختم تحليله بأن مصطلح أنفا يحيل على فكرة تل أو قمة مما سمح له بالاستنتاج أن موقع المدينة الحالي هو الحي السكني آنفا. إلا أن التحفظ الوحيد الذي يجمع عليه مجموعة من الباحثين المعاصرين هو أن الحي السكني آنفا الحالي والذي تأسس سنة 1940 ليس له أية علاقة تاريخية بالموقع الأصلي للمدينة.
وتجدر الإشارة في هذا الصدد، إلى أن دخول الإسلام لبلاد المغرب ساهمت فيه العديد من العوامل وخاصة منها الصراعات المذهبية، مما أثر على سكان السواحل الأطلنطية. ولما نزل البرتغاليون بساحل مدينة أنفا وجدوا تسميات أمازيغية لهذه المدينة، وعمل هؤلاء إخباريون على استعمال مصطلح أنفا وعند نقله إلى البرتغالية أصبح أنفي للدلالة على ترجمة كلمة الدار البيضاء، وهي تمسية تؤكد الاستعمال المتداول لمصطلح كازابلانكا للدلالة على المدينة.
إلى جانب كلمة أنفا نجد هناك تسمية أخرى وهي تادارت وهو اسم أمازيغي يعني الدار أو البيت أو المسكن، والمرجح أن يكون هذا هو الاسم الأول للمدينة في بداياتها الأولى باعتبار أن البحارة البرتغاليين عندما كانوا يتنقلون في المغرب عبر الجديدة وآسفي والصويرة كانوا يمرون على تادارت للتزود وهي عبارة عن مخزن صغير قرب المرسى الصغيرة التي كانت في ذلك الوقت لا تشمل إلا قوارب الصيد الصغيرة.

## تاريخ
قام أمازيغ مملكة بورغواطة بتأسيس مدينة الدار البيضاء (أنفا) سنة 768 م. وحسب الزياني المولود سنة 1734 المدينة أسسها الأمازيغ حيث حينما انتقل الزيانيون إلى تامسنا وتادلة قاموا بتأسيس أنفا في تامسنا ومدينة داي في تادلة.
«أنفا» أو «أنافا» أو «أنفي»... تسميات مختلفة وردت في المصادر التاريخية القديمة للإشارة إلى الحاضرة التي ظهرت في المكان الحالي للدار البيضاء. وينسبها ابن الوزان (ليون الإفريقي) إلى الرومان، كما ينسبها آخرون إلى الفينيقيين. ولكن غالب المؤرخين يذهبون إلى أن مؤسسيها هم الأمازيغ الزناتيون.
وقد اشتهرت "آنفا' لحقبة من الزمان بعلمائها وجنودها وتجارتها المزدهرة..

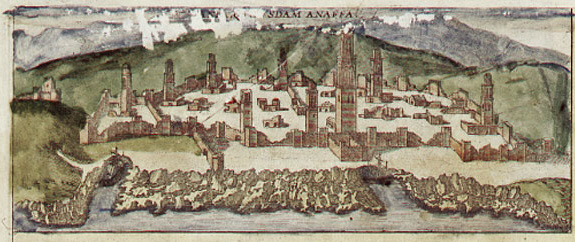
صورة لأنفا خلال القرن 16

وبقيت «أنفا» خلال حكم المرينيين مدينة صغيرة مفتوحة على التجارة البحرية مع الخارج لاسيما مع الإسبان والبرتغال. كما كان سكانها بحارة يمارسون القرصنة ويهاجمون بصفة خاصة السفن البرتغالية، مما أثار حفيظة البرتغاليين الذين نظموا هجوما على المدينة وقاموا بتدميرها عن آخرها سنة 1486. وقد حاول البرتغاليون سنة 1515 بناء قلعة محصنة، لكن هزيمتهم على يد المرينيين جعلتهم يتخلون عن ذلك. ويبدو أن «أنفا» قد اندثرت بدون أن تترك أي أثر سوى ضريح «سيدي علال القيرواني» بوصفه شاهدا على حضارة مشرقة. الدار البيضاء دمرهازلزال كبير سنة 1755 يعرف باسم زلزال لشبونة فالزلزال دمّر مدينة لشبونة أيضا. وفي عهد الدولة العلوية إبان حكم السلطان محمد الثالث بن عبد الله (1757-1790) أُعيد بناء المدينة، وأصبحت تحمل اسم «الدار البيضاء» أو «كازابلانكا» حسب النعت الإسباني. وبفضل الضرائب المفروضة على قبائل «الشاوية» استطاع السلطان سيدي محمد بن عبد الله بناء قلعة محصنة لاستقرار الجنود، والتي أصبحت فيما بعد الوجهة المفضلة لقبائل «الشاوية» و«دكالة». وحوالي سنة 1830 أخذت التجارة بالدار البيضاء مع دول أوروبية تعرف نموا، والتي ازدهرت في عهد السلطان العلوي الحسن الأول حيث غدت هذه المدينة تستقطب العديد من التجار والحرفيين من مناطق عديدة، وخاصة من مدينتي «فاس» و«مراكش»، وقد تمكنت بعض الشركات الفرنسية من تقوية نفوذها في المغرب وأكبرها الشركة القابضة الفرنسية «الشركة المغربية» التي أصبحت تتحكم في أراضي فلاحية واسعة.

### العهد الفرنسي

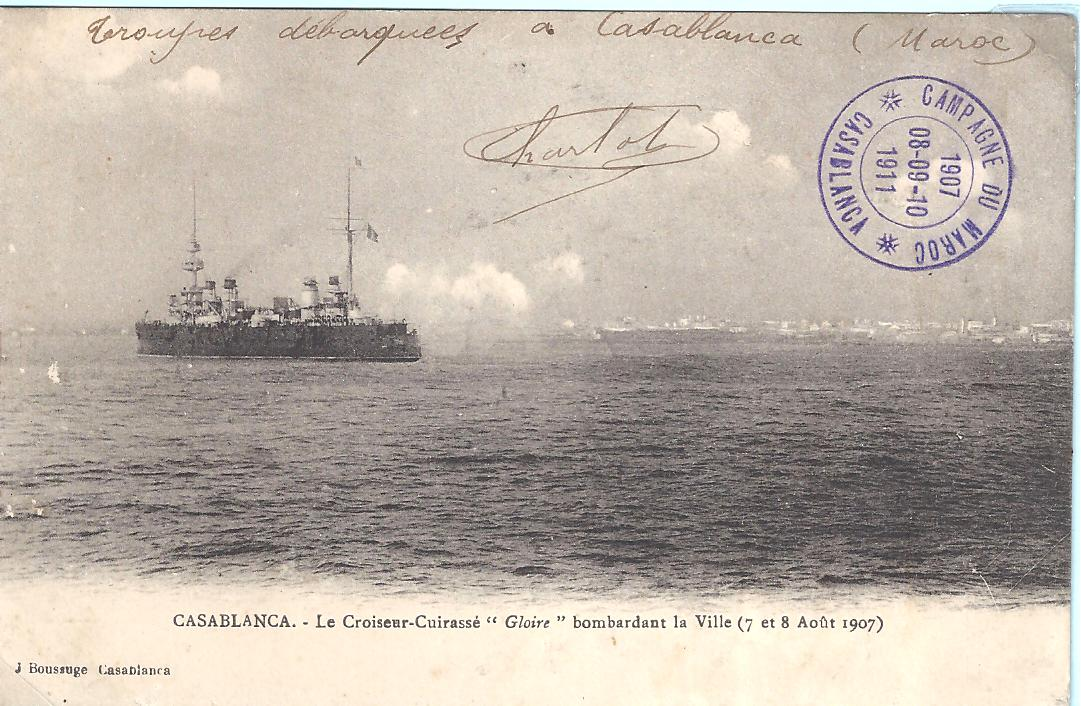
قصف الدار البيضاء المغربية عام 1907 من قبل القوات الفرنسية

قررت اتفاقية الجزيرة الخضراء الموقعة في 1906 أولوية فرنسا في المغرب أمام الدول الأوروبية الأخرى وشملت الوثيقة ثلاثة بنود أثرت على الدار البيضاء مباشرة وهي: أن يسيطر الضباط الفرنسيون على التدابير في دار الجمارك ويستحوذون الردود كضمان رهني للقروض التي أعطتها فرنسا، وأن تضطلع الشركة المغربية بمسؤولية تطوير ميناء الدار البيضاء، وأن يجهز الفرنسيون والإسبانيون قوة شرطة لمراقبة الميناء.

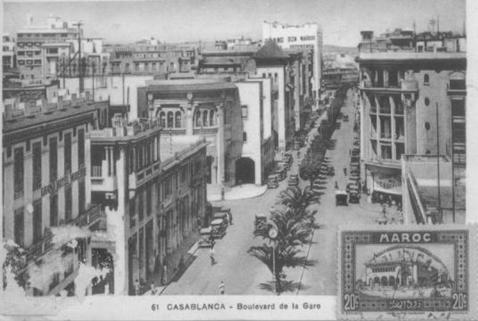
شارع المحطة (شارع محمد الخامس، الآن) نظرا نحو ساحة فرنسا (ساحة الأمم المتحدة، الآن) في الدار البيضاء سنة 1920

في أبريل 1907 شرعت هذه الشركة في الأشغال التمهيدية لبناء الميناء وذلك بمد خط حديدي فانتهكت حرمة مقبرة سيدي بليوط مما أثار حفيظة السكان خاصة مع استيائهم من ضغوط الحياة الفرنسيين، وهذا أدى إلى عصيان في الدار البيضاء قادها الحاج حمو عمت بعد ذلك الشاوية فطالب المتمردون من ممثل المخزن في الدار البيضاء الباشا بوبكر بن بوزيد السلاوي بإيقاف الأشغال دون جدوى وفي يوليو قُتل على يد عصابة من رجال قبائل الشاوية 9 عمال أوروبيون يعملون في الشركة المغربية المكلفة بالأشغال التمهيدية للميناء وهو ما دفع الفرنسيين إلى قصف الدار البيضاء يوم 5-7 أغسطس وإنزال 200 ألف جندي بالمدينة، ما يعد نقطة بداية الغزو الفرنسي للمغرب.
بعد فرض الحماية في مارس 1912 استمرت أعمال بناء الميناء بتوجيه وإشراف المقيم العام الجنرال ليوطي وهو ما شكل منعطفا مهمّا في تاريخ المدينة إذ أدى إنشاؤه إلى تطور الدار البيضاء اقتصاديا واجتماعيا ومحليا لتصبح بعد ذلك أكبر مركز حضري بالمغرب. كلّف المهندس المدني هنري بروست بتخطيط الدار البيضاء وهي تتوسع كعاصمة استعمارية. بنيت مدينة أوروبية بجانب المدينة القديمة التي أسسها محمد الثالث بن عبد الله في القرن الثامن عشر وسميت ville nouvelle (مدينة جديدة)، والساحة بينهما التي كانت مقام السوق الكبير أصبحت «ساحة فرنسا» وهي ساحة الأمم المتحدة الآن.

شارع الساعة المؤدي من الميناء مباشرة إلى برج الساعة

إن اختيار الدار البيضاء لاحتضان أكبر ميناء في المغرب لم يكن وليد الصدفة ولكنه ارتبط بعدة دوافع منها موقع المدينة في قلب المناطق الفلاحية الغنية [الشاوية ودكالة] وفي مكان يسهل إقامة الشبكة الطرق والسكك الحديدية لنقل الحبوب والحوامض، وكذا الفوسفات من مناجم خريبكة التي شرع في استغلالها مع بداية العشرينيات من القرن السابق.
وهكذا أصبحت الدار البيضاء هي الحلقة الواصلة بين المتروبول فرنسا والمغرب فعبرها كانت تصدر المواد الأولية ويصل فائض الإنتاج الصناعي الفرنسي ليوزع في المغرب، وهذا ما جعل النشاط الاقتصادي للمدينة يتطور في اتجاه إفادة شركات السمسرة والمبادلات، وشركات إقامة البنيات التحتية من طرق وسكك حديدية وشركات للنقل والخدمات، أما النشاط الصناعي فكان ضعيفا يركز على صناعات استهـلاكية كالنـسيج وصناعات غذائية وبعض الصناعات الكيماوية الخفيفة، وكل هذا لتوفير الحاجات الضرورية للمعمرين. هذه الوضعية تغيرت قليلا خلال الحرب العالمية الثانية حيث اضطر بعض أصحاب رؤوس الأموال لمغادرة فرنسا، والاستقرار بالمغرب لإقامة بعض الصناعات الكيماوية والميكانيكية في الدار البيضاء خصوصا، لكن هذا لم يمنع المدينة من الاستمرار في لعب دور الوسيط الذي حدد لها سلفا، والدليل علـى ذلك أن أكبر المؤسسات كانت بنكية ومالية، مثل بنـك «الاتحاد باريسي» و«بنك باريس والأراضي منخفضة» التي استثمرت في قطاعات استغلال منـاجم والنقل والصـنـاعات الاستهلاكية وقد أدى هذا التطور الاقتصـادي الذي شهدته الدار البيضاء إلى توافد أعداد من المهاجرين من الشاوية ودكالة تم بعد ذلك من مختلف أنحاء المغرب.

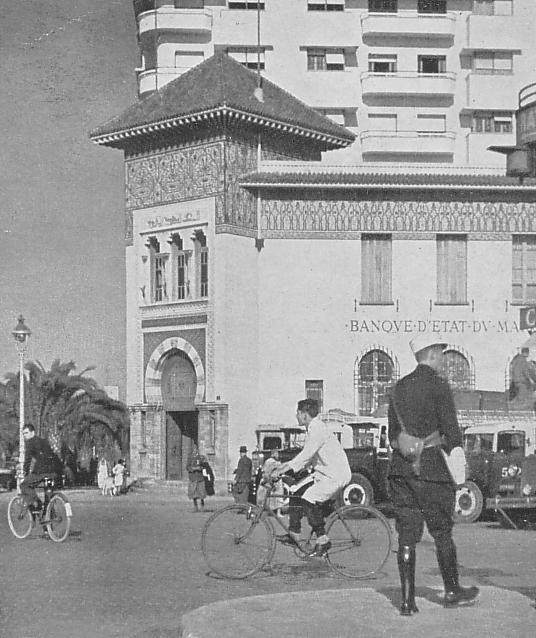
المدينة سنة 1930

استمر التطور العشوائي للمدينة إلى حدود الثمانينات من القرن السابق حيث أنشأت الوكالة الحضرية ووضع تصميم مديري للمدينة، وخلال هذا العقد أيضا وبالضبط سنة 1987 وضع الملك الراحل الحسن الثاني حجر الأساس لبناء المعلمة الكبرى مسجد الحسن الثاني الذي أعطى للمدينة مكانة روحية على الصعيد العالمي، باعتبار حجمه وضخامة بنايته وما يتضمنه من معالم للفن المعماري المغربي الأصيل وكذا باعتبار موقعه المتميز فجزء مهم من هذه المعلمة بني فوق البحر ويمكن لهذا المسجد أن يحتضن 25 ألف مصليا فضلا عن 80 ألف آخرين يمكن أن تضمها ساحته.
وبجانب هذا المسجد العظيم بنيت المدرسة القرآنية التي شرع العمل بها في يناير 1995 واستقبلت نخبة من أجود الطلبة الذين تم اختيارهم بعد إجراء مباراة، وتلقن في هذه المؤسسة الفتية العلوم الشرعية من فقه، وحديث، وتفسير، وأصول، وعلوم الآلة وكذا العلوم العصرية من رياضيات واجتماعيات وعلوم طبيعية إضافة إلى اللغات الحية أي الفرنسية والإنجليزية.
ومع توالي السنين بدأت هذه المدرسة تشق طريقها على الدرب الذي سارت عليه المدارس العتيقة مثل القرويين حيث أصبحت تضم أقساما في مختلف أطوار التعليم من الابتدائي إلى النهائي ففي الموسم الماضي فتح الطور النهائي بالمؤسسة وفاء لروح مؤسسها مولاي الحسن الثاني وهذا ما سيعطي للدار البيضاء إشعاعا علميا مع تخرج أول فوج من المدرسة في الموسم الدراسي المقبل بإذن الله تعالى.
فالدار البيضاء مدينة قديمة تاريخيا لكن دورها برز خلال القرن العشرين حيث أصبحت مركزا اقتصاديا مهما، ومع تأسيس المعلمة الكبرى- مسجد الحسن الثاني- أصبح لها إشعاع روحي وعلمي لا على الصعيد الوطني فحسب بل على صعيد العالمي الإسلامي.
ومن أهم المواقع الأثرية التي تضمها المدينة:
• موقع «ليساسفة» يتراوح تاريخه ما بين 5 و 6 ملايين سنة.
• موقع «أهل الغلام» يعود تاريخه إلى حوالي مليونين وخمسمائة ألف سنة، وقد وجدت بهذا الموقع بقايا حيوان «الهيباريون»، وهو جد الحصان الحالي.
• مواقع «أولاد حميدة» تتضمن مواقع عديدة من أهمها:
- موقع «طوما 1» والذي يشهد على بداية استيطان الإنسان للمنطقة منذ حوالي مليون سنة.

### الحرب العالمية الثانية

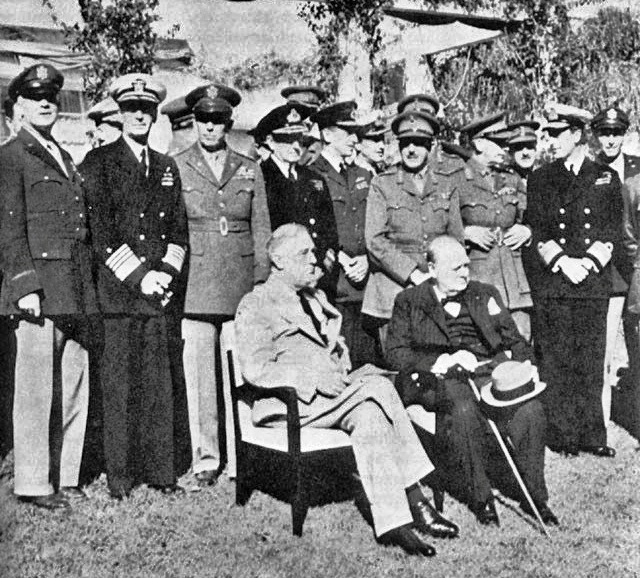
إجتماع الدار البيضاء الرئيس الأمريكي روزفلت وريس الوزراء البريطاني تشرشل

عام 1940، وقع فيليب بيتان من فرنسا على اتقافية الهدنة مع النازيين، ثم أمر الكتائب الفرنسية في الامبراطورية الاستعمارية الفرنسية بأن يدافعوا عن أراضي فرنسا من أية قوة
معتدية—حلافية كانت أم غير ذلك—وهكذا تبنى سياسة “حيادية غير متناظرة” في صالح الألمان. كان المستعمرون الفرنسيون يدعمون بيتان في الأغلب بينما كان المغاربة الوعاة سياسيا يميلون لتفضيل ديغول والحلفاء.
كانت عملية الشعلة، والتي انطلقت 8 نوفمبر 1942، غزوا بريطانيا-أميركيا على الأراضي تحت السيطرة الفرنسية في شمال إفريقيا خلال حملة شمال إفريقيا في الحرب العالمية الثانية، وشنت فرقة العمل الغربية والتي تكونت من وحدات أميركية تحت قيادة الجنرال جورج باتون وأمير البحر هنري كينت هيويت غزوات على المهدية وفضالة وآسفي. أخذت القوات الأميركية مدينة الدار البيضاء من السيطرة الفيشية عندما استسلمت فرنسا 11 نوفمبر 1942 مع أن معركة الدار البيضاء البحرية استمرت إلى أن أغرقت القوات الأميركية غواصة ألمانية اسمها U-173 يوم 16 نوفمبر.
أصبحت الدار البيضاء موقع قاعدة النواصر الجوية وهي قاعدة جوية استخدمها الأميركيون لتجهيز كل الطيران للمحاربة في الجبهة الأوروبية خلال الحرب العالمية الثانية، وصار الميناء الجوي مطار محمد الخامس الدولي الآن.

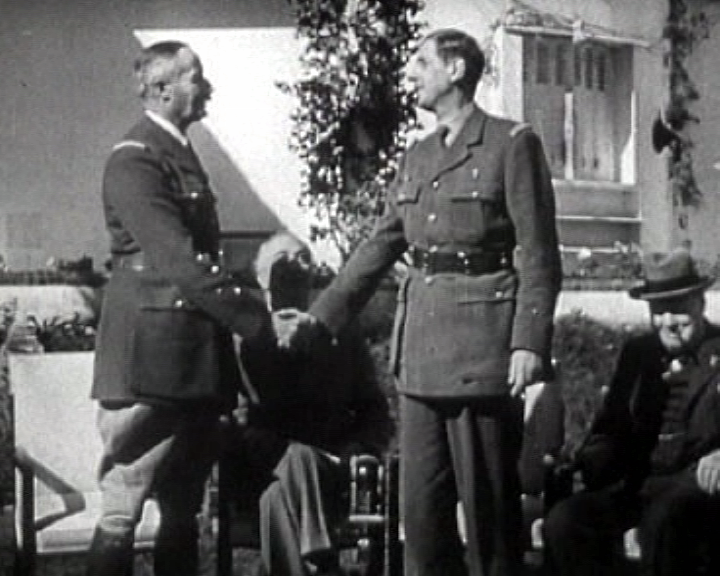
شارل ديغول و تشرشل 1943

### مؤتمر آنفا
انعقد مؤتمر آنفا في مدينة الدار البيضاء يناير 1943، واجتمع فيه رئيس الوزراء البريطاني ونستون تشرشل والرئيس الأميركي فرانكلين ديلانو روزفلت لمناقشة حال الحرب. حضر المؤتمر جنرالا فرنسا الحرة شارل ديغول وهنري جيغو إلا أنهما لم يشاركا في التخطيط العسكري.
أقر الحلفاء في هذا المؤتمر اتخاذ سياسة «الاستسلام غير المشروط» بمعنى أن قوات المحور كانت سيحاربها الحلفاء حتى هزيمتها. واجتمع روزفلت مع السلطان محمد الخامس على انفراد وأعرب عن تأييده لاستقلال المغرب بعد نهاية الحرب. صارت هذه المقابلة نقطة تحول في قضية الاستقلال المغربي فأخذ الوطنيون يطالبون علنا باستقلال المغرب المطلق.

## الجغرافيا

### الموقع

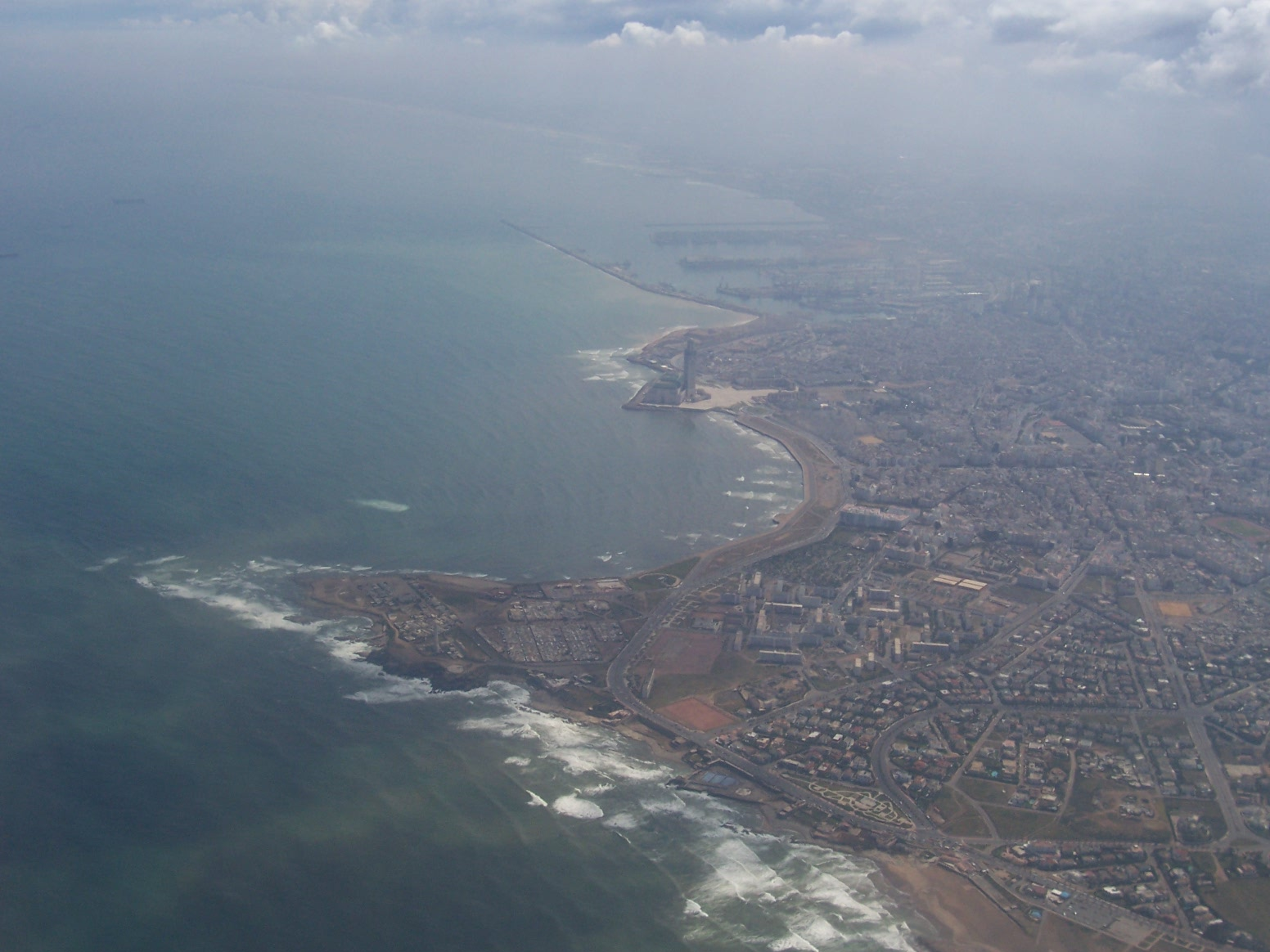
صورة للمدينة من الجو

تمثل مدينة الدار البيضاء المجال الرئيسي لجهة الدار البيضاء الكبرى، وتنتمي للمجال الجغرافي للشاوية السفلى يحدها شمالا هضبة بلاد زعير ومن الجنوب الامتداد الطبيعي للشاوية، ومن الشمال الغربي المحيط الأطلسي ومن الشرق هضبة بن سليمان.
وحسب الإحداثيات الجغرافية، فإن الدار البيضاء تقع عند تقاطع خطي الطول َ30 ْ7 وَ 45 ْ7 غرب خط غرينتش، وخط عرض َ30 ْ33 وَ 45 ْ33 شمال خط الاستواء، وبحكم موقعها الساحلي المتواجد وسط خط الإنتاج الصناعي، بين القنيطرة شمالا والجرف الأصفر جنوبا، فإنها تحتل مكانة استراتيجية على مستوى الاقتصادي متميزة في ذلك عن باقي المدن المغربية.

### التقسيم الإداري

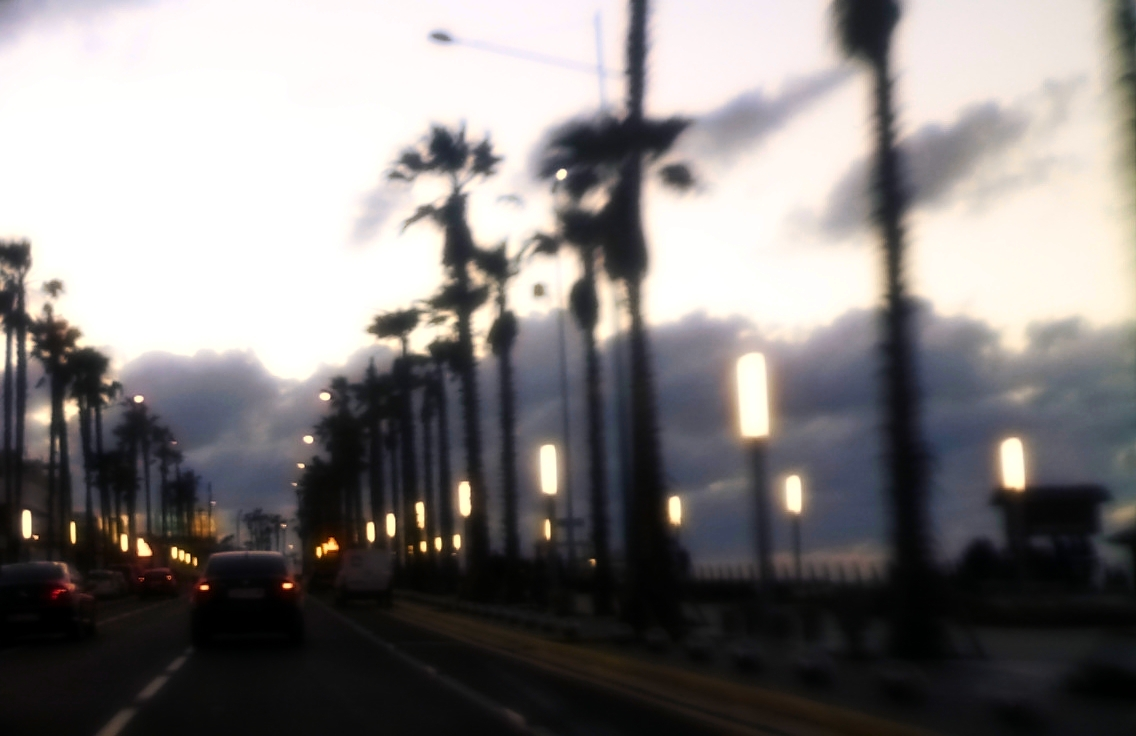
عين الذئاب ليلا

مدينة الدار البيضاء هي عاصمة عمالة الدار البيضاء والتي تنقسم إلى ثماني عمالات مقاطعات:
1. عمالة مقاطعات الدار البيضاء أنفا
2. عمالة مقاطعات الفداء مرس السلطان
3. عمالة مقاطعات عين السبع الحي المحمدي
4. عمالة مقاطعة الحي الحسني
5. عمالة مقاطعة عين الشق
6. عمالة مقاطعات سيدي البرنوصي
7. عمالة مقاطعات ابن امسيك
8. عمالة مقاطعات مولاي رشيد

وبدورها تنقسم إلى ستة عشر مقاطعة، بالإضافة إلى بلدية واحدة وهي مشوار الدار البيضاء:
1. مقاطعة أنفا
2. مقاطعة المعاريف
3. مقاطعة سيدي بليوط
4. مقاطعة الفداء
5. مقاطعة مرس السلطان
6. مقاطعة عين السبع
7. مقاطعة الصخور السوداء
8. مقاطعة الحي المحمدي
9. مقاطعة الحي الحسني
10. مقاطعة عين الشق
11. مقاطعة سيدي البرنوصي
12. مقاطعة سيدي مومن
13. مقاطعة ابن امسيك
14. مقاطعة سباتة
15. مقاطعة مولاي رشيد
16. مقاطعة سيدي عثمان

| العمالة                | الجماعات                                | البلديات                                        | المساحة   | السكان         |
| ---------------------- | --------------------------------------- | ----------------------------------------------- | --------- | -------------- |
| بن أمسيك               | بن أمسيك وسباته                         |                                                 | 10.27 كلم | 1.120.000 نسمة |
| مولاي رشيد             | مولاي رشيد وسيدي عثمان                  |                                                 | 13.38 كلم | 3.250.000 نسمة |
| الفداء مرس السلطان     | الفداء ومرس السلطان                     | المشور، مرس السلطان، بوشنتوف، الفداء، الإدريسية | 17.9 كلم  | 1.020.000 نسمة |
| الحي الحسني            | الحي الحسني، عين الشق، الألفة           |                                                 | 25.91 كلم | 1.034.000 نسمة |
| عين السبع_الحي المحمدي | عين السبع والحي المحمدي والصخور السوداء |                                                 | 26.7 كلم  | 870,890 نسمة   |
| عين الشق               | عين الشق                                |                                                 | 28.89 كلم | 1.012.254 نسمة |
| أنفا                   | أنفا والمعاريف وسيدي بليوط              |                                                 | 37.5 كلم  | 785.250 نسمة   |
| سيدي البرنوصي          | سيدي البرنوصي وسيدي مومن                |                                                 | 38.59 كلم | 1.800.500 نسمة |

### الطوبوغرافيا
حسب المعطيات الطبوغرافية، فإن مدينة الدار البيضاء تتموضع فوق الهضاب الساحلية الشمالية. ومن حيث الارتفاع، فهي تتراوح ما بين أعلى نقطة تتمثل في 167 متر في أقصى الجنوب من الخريطة وأخفض نقطة ارتفاع 5 أمتار عند الساحل من الشمال الشرقي نحو الجنوب الغربي، وتغير الميلان الطوبوغرافي من الداخل نحو الساحل والارتفاع يتدرج من الجنوب الشرقي نحو الشمال الغربي حيث نجد انحدارات جزئية من الجنوب الشرقي نحو الشمال، الغرب، والشمال الغربي، ثم الجنوب الغربي. ويتبين من خلال نقط ارتفاع أن منطقة الدار البيضاء يغلب عليها طابع التموج بحيث أن المنطقة عبارة عن كثبان، وهذه الوضعية هي نتيجة لعمليات الغمر والتراجع التي خلفت مجموعة من المستويات الرسوبية.

### المناخ
مناخ الدار البيضاء يتميز بالاعتدال، فمعدل الحرارة السنوي يقارب 18ْ والمعدل السنوي للتساقطات 433,6 ملم. وبحكم تواجدها على الساحل الأطلسي، فإنها تتأثر بالمؤثرات البحرية ويصل عمق هذه المؤثرات إلى مساحة 60 كلم نحو الداخل، فالتفاعل المستمر لعاملي الرطوبة والرياح يساعدان على تلطيف الحرارة في فصل الصيف واعتدالها في فصل الشتاء.
| البيانات المناخية لـ{{{location}}} | البيانات المناخية لـ{{{location}}} | البيانات المناخية لـ{{{location}}} | البيانات المناخية لـ{{{location}}} | البيانات المناخية لـ{{{location}}} | البيانات المناخية لـ{{{location}}} | البيانات المناخية لـ{{{location}}} | البيانات المناخية لـ{{{location}}} | البيانات المناخية لـ{{{location}}} | البيانات المناخية لـ{{{location}}} | البيانات المناخية لـ{{{location}}} | البيانات المناخية لـ{{{location}}} | البيانات المناخية لـ{{{location}}} | البيانات المناخية لـ{{{location}}} |
| الشهر                              | يناير                              | فبراير                             | مارس                               | أبريل                              | مايو                               | يونيو                              | يوليو                              | أغسطس                              | سبتمبر                             | أكتوبر                             | نوفمبر                             | ديسمبر                             | المعدل السنوي                      |
| ---------------------------------- | ---------------------------------- | ---------------------------------- | ---------------------------------- | ---------------------------------- | ---------------------------------- | ---------------------------------- | ---------------------------------- | ---------------------------------- | ---------------------------------- | ---------------------------------- | ---------------------------------- | ---------------------------------- | ---------------------------------- |
| متوسط درجة الحرارة الكبرى °م (°ف)  | 17.1 (62.8)                        | 17.9 (64.2)                        | 19.2 (66.6)                        | 20.5 (68.9)                        | 22.2 (72.0)                        | 24.0 (75.2)                        | 25.9 (78.6)                        | 26.3 (79.3)                        | 25.5 (77.9)                        | 23.7 (74.7)                        | 20.6 (69.1)                        | 18.3 (64.9)                        | 21.8 (71.2)                        |
| متوسط درجة الحرارة الصغرى °م (°ف)  | 8.4 (47.1)                         | 9.1 (48.4)                         | 10.0 (50.0)                        | 11.8 (53.2)                        | 14.2 (57.6)                        | 17.4 (63.3)                        | 19.5 (67.1)                        | 20.1 (68.2)                        | 18.2 (64.8)                        | 15.2 (59.4)                        | 12.0 (53.6)                        | 9.5 (49.1)                         | 13.8 (56.8)                        |
| معدل هطول الأمطار مم (إنش)         | 62.2 (2.45)                        | 59.0 (2.32)                        | 50.7 (2.00)                        | 40.2 (1.58)                        | 18.8 (0.74)                        | 5.8 (0.23)                         | 0.7 (0.03)                         | 0.4 (0.02)                         | 4.9 (0.19)                         | 31.1 (1.22)                        | 75.1 (2.96)                        | 77.7 (3.06)                        | 426.6 (16.8)                       |
| متوسط الأيام الممطرة               | 9.8                                | 9.3                                | 9.1                                | 8.7                                | 5.4                                | 2.6                                | 0.4                                | 0.4                                | 2.1                                | 6.2                                | 9.7                                | 10.2                               | 73.9                               |
| ساعات سطوع الشمس الشهرية           | 189.1                              | 189.2                              | 241.8                              | 261.0                              | 294.5                              | 285.0                              | 303.8                              | 294.5                              | 258.0                              | 235.6                              | 192.0                              | 182.9                              | 2٬927٫4                            |
| المصدر: Hong Kong Observatory      |                                    |                                    |                                    |                                    |                                    |                                    |                                    |                                    |                                    |                                    |                                    |                                    |                                    |

### الجيولوجيا
تتكون منطقة الدار البيضاء المنتمية إلى المسيطا الساحلية، جيولوجيا، من صخور رسوبية شستية حثية وكواتزية تشكل القاعدة القديمة، تعود إلى الزمن الكمبري واردفيسي، تكسوها تكوينات حديثة كلسية وتوضعات طميية حمراء رملية أو رمادية طينية طميية داكنة «التيرس» مركزة في الغرب على طول واد بوسكورة والشريط الساحلي.

## الديموغرافيا
لقد كان عدد سكان الدار البيضاء لا يتجاوز 20.000 نسمة سنة 1900. أما الآن فيبلغ عدد سكان الدار البيضاء 3,359,818 نسمة مما يجعلها أحد المدن الأفريقية والعربية الأكبر سكانا.
98% من السكان يعيشون في المناطق الحضرية، حوالي 25% منهم تحت سن 15 سنة و 9% أكثر من 60 سنة، يشكل سكان الدار البيضاء حوالي 11% من مجموع سكان المغرب.
خلال الحماية الفرنسية على المغرب شكّل الأقدام السوداء المسيحيين ذوي الأصول الأوروبية تقريبًا حوالي نصف عدد سكان مدينة الدار البيضاء. خلال سنوات 1940 و 1950، وكانت الدار البيضاء مركزًا رئيسيًا لأعمال الشغب المعادية لفرنسا. تم هجوم بالقنابل في يوم عيد الميلاد عام 1953 والذي تسبب في سقوط العديد من الضحايا. عقب استقلال المغرب أدى إلى انخفاض أعداد الأوروبيين في المدينة. ويقطن في المدينة مجتمع تاريخي من اليهود السفارديم تقدّر أعدادهم بحوالي 3,000-4,000 نسمة. في عام 2015 قدّر المؤتمر اليهودي العالمي أعداد اليهود في طنجة بحوالي ألف شخص.
|                      | 1994      | 2004      |
| -------------------- | --------- | --------- |
| الدار البيضاء الكبرى | 3.126.785 | 3.728.824 |
| محافظة المحمدية      | 257.001   | 322.286   |
| محافظة النواصر       | 90.050    | 236.119   |
| محافظة مديونة        | 62.609    | 122.851   |

## الاقتصاد

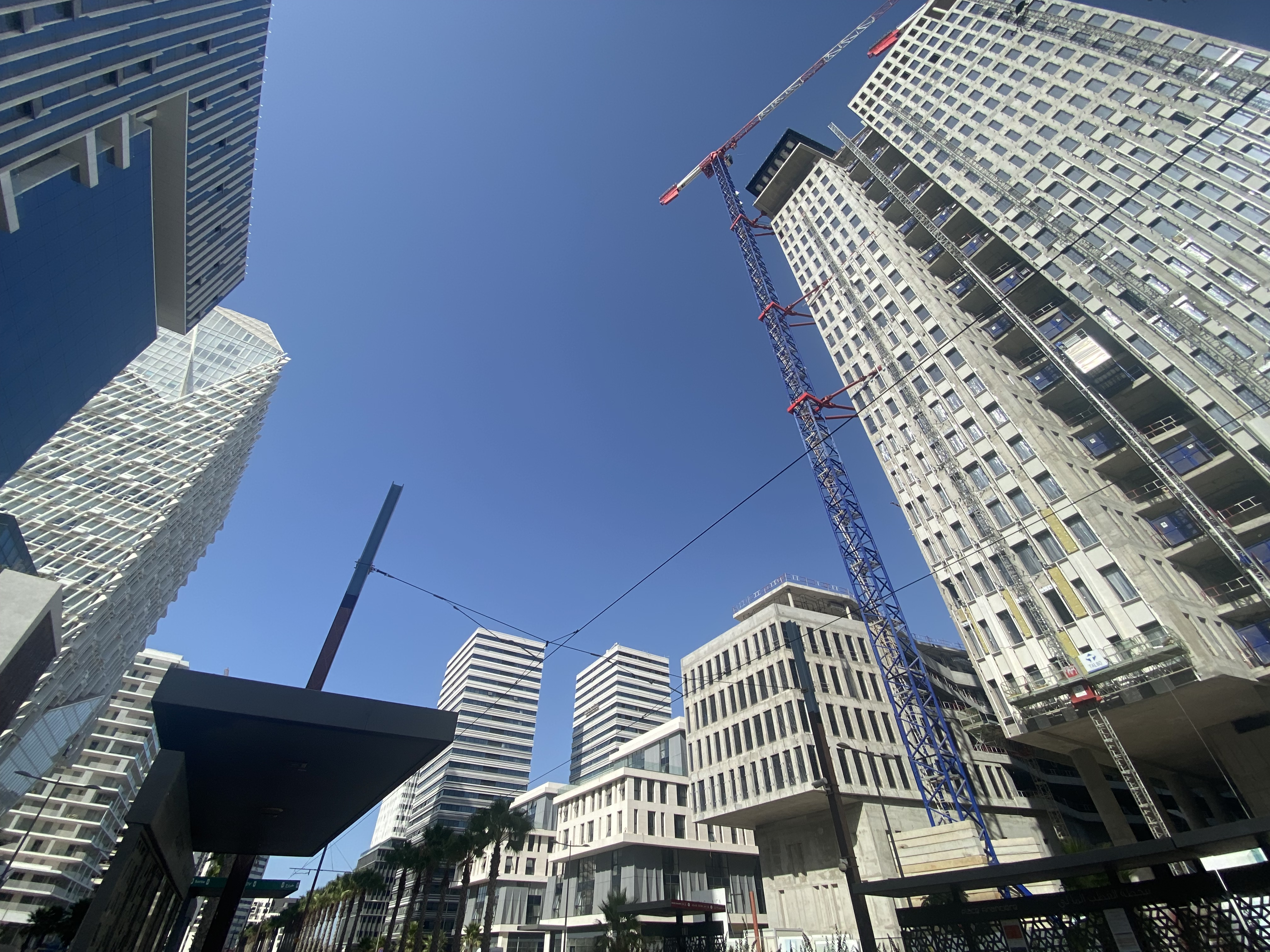
القطب المالي للدار البيضاء

تعتبر منطقة الدار البيضاء الكبرى قاطرة لتنمية الاقتصاد المغربي والقطب الاقتصادي والصناعي. الذي يضم أكثر من ثلث المؤسسات الصناعية في البلاد، بنسبة ٪55 من الوحدات الإنتاجية، وما يقرب من ٪60 من القوى العاملة الصناعية. فيما تحقق المدينة ٪50 من القيمة المضافة للمغرب، وتستقطب ٪48 من الاستثمارات. في المقابل تستخدم المنطقة ٪35 من الاستهلاك الوطني للكهرباء، وتمتص 1.231 مليون طن من الأسمنت.
تشكل موانئ الدار البيضاء والمحمدية لقربهما ٪55 من التجارة الخارجية، فيما يستوعب مطارها ٪51 من الركاب.
تمثل مدينة الدار البيضاء الساحة المالية الأولى في المغرب والمغرب العربي، حيث تتواجد بها مقرات لعدة شركات وطنية ودولية متعددة الجنسيات في أفريقيا الشمالية وأفريقيا الغربية. وتعد بورصة الدار البيضاء من الأهم في المنطقة والأولى في المغرب العربي والثالثة في أفريقيا بعد بورصة جوهانسبورغ وبورصة القاهرة والثالثة في العالم العربي بعد بورصة الرياض وبورصة القاهرة بقيمة سوقية تبلغ 60 مليار دولار.
في سبتمبر 2018، أعلن أن ثروة مدينة الدار البيضاء بلغت 42 مليار دولار (أي ما يقرب من 400 مليار درهم). وبحسب تقرير Africa Wealth 2018 حول الثروات في أفريقيا والذي نشرته مجموعة World Wealth (مجموعة أبحاث جنوب إفريقيا) وبنك AfrAsia (بنك موريشيوس) صنفت مدينة الدار البيضاء في المرتبة التاسعة في تصنيف أغنى المدن الأفريقية. وفي نفس العام بلغ سعر المتر المربع 1500 دولار (متوسط سعر الشقة أو الفيلا من 200 إلى 400 متر مربع).

### بورصة الدار البيضاء
تعد بورصة الدار البيضاء (BVC) التي تأسست بتاريخ 7 نوفمبر 1929، تحت اسم مكتب تداول الأوراق المالية سوق الأوراق المالية الرسمية في المغرب. وقد خضعت البورصة لثلاث إصلاحات متتالية كانت الأولى في عام 1967، والثانية في عام 1986 والثالثة في عام 1993. لتصبح حاليا واحدة من أكثر البورصات الأفريقية ديناميكية باحتلالها المرتبة الأولى في المنطقة المغاربية والثانية في أفريقيا بعد جوهانسبرغ والعالم العربي بعد الرياض برأس مال قدره 90 مليار دولار.
وتتوفر بورصة الدار البيضاء على 81 شركة مدرجة و19 شركة وساطة.

### ميناء الدار البيضاء

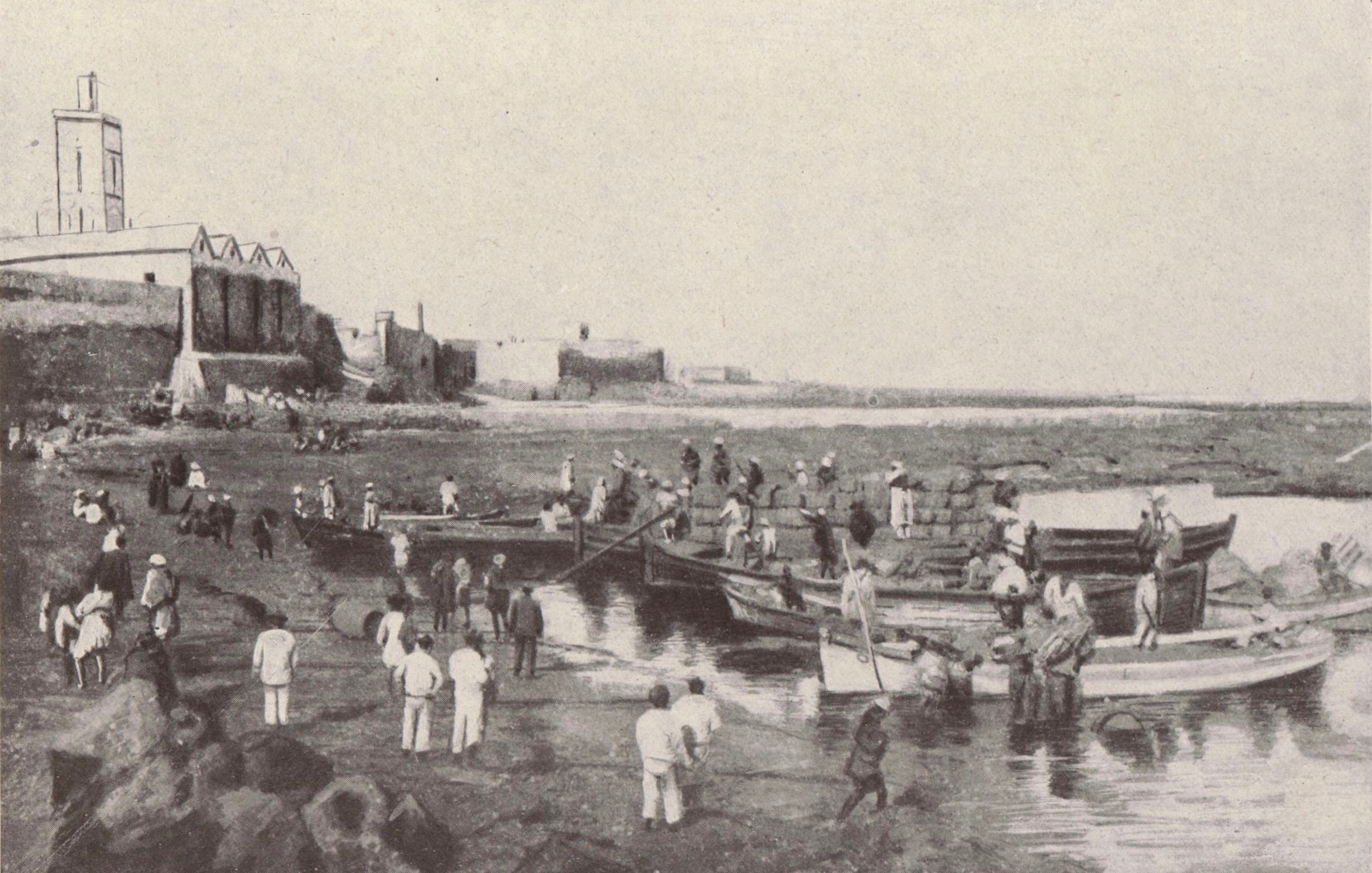
ميناء الدار البيضاء 1912

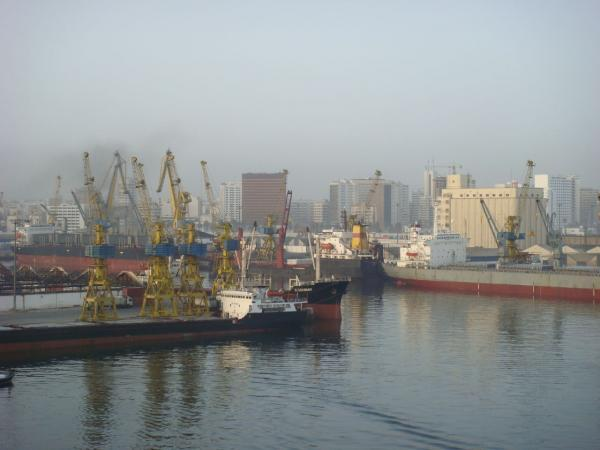
ميناء الدار البيضاء

باعتباره الأكبر في المغرب، يُعَدُّ ميناء الدار البيضاء ميناء متعدد الوظائف يختصُّ في المقام الأول بالتجارة. يمتد الميناء على ما يزيد عن 520 هكتار من المسطحات ويتوفر على أكثر من 8 كلم من الأرصفة. يمكن أن يستقبل ويعالج 40 سفينة في الوقت نفسه. ويتضمن ميناء تجاريا وميناء صيد ومارينا بالإضافة إلى المرافق والبنيات التحتية لتجفيف وإعادة السفن إلى الماء في أحواض بناء السفن.
يقع الميناء وسط الساحل الأطلسي المغربي في قاع منطقة مينائية محمية قليلا بين الرؤوس الصخرية للعنق غربا وعكاشة شرقا. يرتبط الميناء شرقا بشارع بن عائشة وغربا بشوارع الموحدين والجيش الملكي. وتتصل هذه الشوارع بالبوابات الخمس للميناء التجاري.
يضم الميناء شبكة للسكك الحديدية تابعة للمكتب الوطني للسكك الحديدية بطول 17410 متر على طول سياج الميناء من البوابة رقم 1 انطلاقا من المحطة إلى ما بعد حاجز الفوسفات حيث تمتد منطقة الجر.
- الخصائص

• الموقع: غربا ’37°7 ; شمالا’36°33.
• طبيعة النشاط: التجارة والصيد وإصلاح السفن وركوب الزوارق.
• عمق: من 7- م إلى 14- متر.

### المناطق الصناعية
- تيكنوبارك
- كازا نيرشور
- مركز صناعة الطيران الدار البيضاء
- المركز الصناعي بوسكورة
- المركز الصناعي النواصر
- المنطقة الصناعية جنوب شرق المحمدية
- المنطقة الصناعية ولاد صالح
- المنطقة الصناعية عين برجة
- المنطقة الصناعية مولاي رشيد[51]

## السياحة
| المدينة القديمة كانت عبارة عن مجموعة من الأسوار تحيط بمدينة الدار البيضاء القديمة، في سنة 1770 دعم السلطان سيدي محمد بن عبد الله هذه الأسوار. وتعد الصقالة رمزا لحكمه. وهذا المعقل، الذي تم الآن تجديده ليصبح مطعماً، يقدم مشهداً بانورامياً على المدينة والميناء، وهو محمي برصيف اصطناعي يقدر طوله ب 3180 م بني في أوائل القرن العشرين. منارة الحنك، التي بنيت سنة 1920 والتي تسهل عملية الوصول إلى الميناء، عنوان على النجاح الاقتصادي للمدينة. أما في غربي المدينة حيث توجد ساحة " لا كوميدي"، وفيها يقع سوق وساحة تتوسطها قبة "سيدي بو سمارة" |   |
| حي الأحباس شيد حي الأحباس في فترة الحماية، وذلك رغبة في القضاء على مدن الصفيح التي كثرت بهوامش مدينة الدار البيضاء، وهو يعد من المعالم السياحية الكبرى في مدينة الدار البيضاء، إنه حي ثقافي وحضاري بامتياز، ينفرد بأقواسه وبنائه المعماري المستلهم من روح الهندسة العربية والإسلامية بالإضافة إلى لمسات من الهندسة الغربية والأوروبية من بقايا الحقبة الاستعمارية. | . |
| مسجد الحسن الثاني مسجد الحسن الثاني هو مسجد يقع في ساحل مدينة الدار البيضاء، بالمغرب، وهو أكبر مسجد في البلاد وسابع أكبر مسجد في العالم، مئذنته أندلسية الطابع ترتفع 210 متر (689 قدم) وهي ثاني أعلى بناية دينية في العالم. شيدت صومعة مسجد الحسن الثاني طبقاً للمعمار المغربي-الأندلسي، تمتاز بالرخام الذي يكسوها، وهي مزودة بمنارة وجامور بثلاث تفافيح نحاسية. يشد الإنتباه ليلاً شعاع ليزر موجه من قمتها نحو الكعبة الشريفة لبيان اتجاه قبلة المسلمين، يصل مداه إلى 30 كلم. توحي الزخارف المنقوشة على الواجهة الرخامية لصومعة المسجد بالصوامع المرينية. أما الألواح الزليجية المزينة للجهة العليا للصومعة باللونين الأبيض والأخضر، فترمز لألوان السلم والحياة. |   |
| عين الذئاب يمتد على طول الشاطئ وهي واجهة بحرية تضم سلسلة مسابح وفنادق ومقاه ومطاعم جميلة ويتمتع السائح فيها بكل ما يطلبه من شمس ورمال وشواطئ وكل ما يشتهيه من المناظر الطبيعية. أضيفت بنايات مختلفة حديثة لاستكمال عمليات التهيئة الأولى لتجعل من كورنيش الدار البيضاء المكان الخالد للموضة. في الوقت الحاضر يساهم المدار الساحلي للكورنيش في نمط حياة البيضاويين حيث يجمع كل مكونات المجتمع البيضاوي المتعطش للترويح عن النفس بالترفيه والتمتع بالهواء الطلق |   |
| شارع محمد الخامس على امتداد كيلومترين يتباهى شارع محمد الخامس بعمارات ذات أناقة فرنسية، وبنايات تجمع بين اللمسة الفنية الأصيلة والديكورات العصرية.. هي واجهات من بين أجمل ما في المدينة البيضاء.. فسحر هذا الشارع يجمع بين الفن والهندسة، ويشهد على مرحلة تاريخية بعبق الثلاثينيات وعمران حقبة شهدت أوجه ثرائها الحضاري في سنوات ما بين الأربعينيات والخمسينيات من القرن الماضي. |   |

## المواصلات والنقل
تستفيد العاصمة الاقتصادية من عدة خدمات للمواصلات والنقل مثل «الطرامواي» الذي يعتبر وسيلة للتنقل العمومي يجمع بين عناصر القطار الخفيف وترام. بالإضافة للوسائل الكلاسيكية الأخرى.

### حافلات النقل العمومي

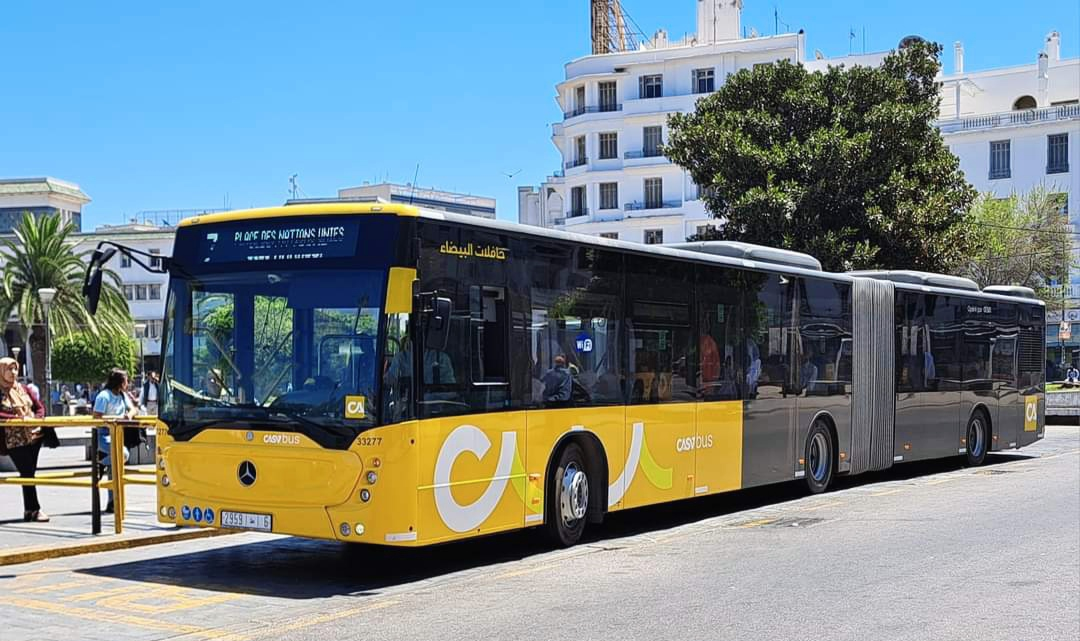
إحدى حافلات النقل العمومي بالدار البيضاء

تعدّ حافلات النقل العمومي في الدار البيضاء وسيلة النقل الطرقي الأكثر دقة، وأينما كنتم، داخل المجال الحضري أو خارجه، فإنها وسيلة النقل الأكثر تنظيما. وتوجد في الدار البيضاء أكثر من عشر شركات، بما فيها حافلات نقل المدينة، التي هي في الأصل الوكالة المستقلة للنقل المشترك حيث تقوم بتأمين كل الضواحي عبر خطوط منتظمة.
ومؤخرا تم تطوير الحافلات لتشمل مناطق أكبر، وتحتوي هذه الحافلات على خدمة إنترنت مجانية وكراسي مريحة.

### سيارات الأجرة
تعدّ سيارات الأجرة في الدار البيضاء مسجلة وذات لون أحمر موحد. منها ما يعرف باسم بْتِيت تاكسي (سيارات الأجرة الصغيرة)، أو لونها أبيض وتعرف باسم جراند تاكسي (سيارات الأجرة الكبيرة). غالباً ما تكون سيارات الأجرة الصغيرة من نوع داسيا، أو بيجو...وغيرها. ولها أربعة أبواب، تتوفر سيارات الأجرة الصغيرة في المناطق الحضرية المركزية. ويمكنها ان تستوعب 3 ركاب. لا تذهب سيارات كاب الصغيرة إلى المطار. تضاف رسوم إضافية تبلغ عشرين بالمائة في المساء. أما سيارات الأجرة جراند عبارة عن ميني باص توفر خدمة الانتقال داخل المدينة على طرق محددة، تسع ل6 ركاب. أو تقدم خدمة انتقال مشتركة بين المدن. ويمكن تأجير سيارات جراند قبل ساعة أو يوم من التجول

### ترامواي الدار البيضاء

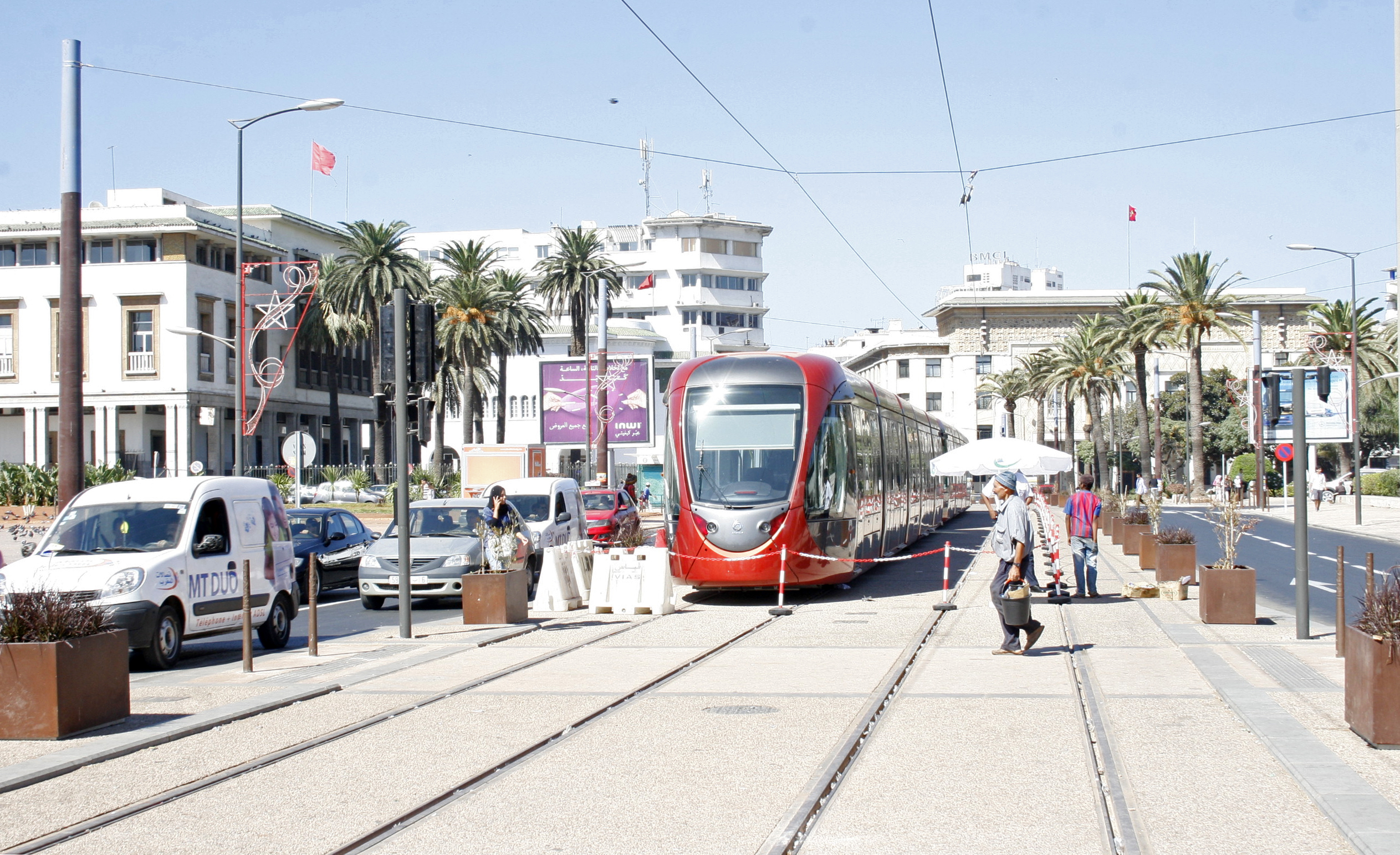
إحدى قاطرات الترام

يعد ترامواي الدار البيضاء أحد ركائز مخطط التنمية المندمجة لجهة الدار البيضاء الكبرى، ويهدف إلى إقامة توازن بين مختلف المناطق بالمدينة وفك العزلة عن الأحياء الهامشية عبر ربطها بالدينامية الاقتصادية والاجتماعية للمدينة، قصد تمكين الساكنة من وسيلة نقل عمومية نظيفة وإيكولوجية.
انطلقت أشغال مشروع ترامواي الدار البيضاء في شهر مارس 2011. وقد جاء هذا المشروع بعد دراسة أنجزتها الجهة حول التنقلات الحضرية والتي أظهرت أن وسائل النقل العمومي لا تشكل سوى 30 في المائة من وسائل النقل المستعملة بالمدينة، حيث أن حصة النقل الجماعي عبر الحافلات تراجعت من 18 في المائة سنة 1975 إلى 13 في المائة سنة 2004، مقابل ارتفاع نسبة الاعتماد على سيارات الأجرة من 1 في المائة سنة 1975 إلى 15 في المائة سنة 2004 ونسبة التنقل سيرا على الأقدام من 51 في المائة إلى 53 في المائة خلال الفترة نفسها.
ووصفت هذه الدراسة شبكة النقل العمومي بكونها تعاني من نقص عددي وضعف في الجودة علاوة على أنها تتمركز في الطرق الرئيسية وتشكل عبئا ماليا إضافيا على السكان الذين ينفقون 15 مليار درهم على النقل سنويا. وبذلك تبرز أهمية المشروع الذي هدف المسؤولون من خلاله إلى تحسين خدمة النقل الحضري بالدار البيضاء وإلى المساهمة في تهيئة الفضاء العمومي وإعادة الاعتبار للمواقع التاريخية بالجهة.

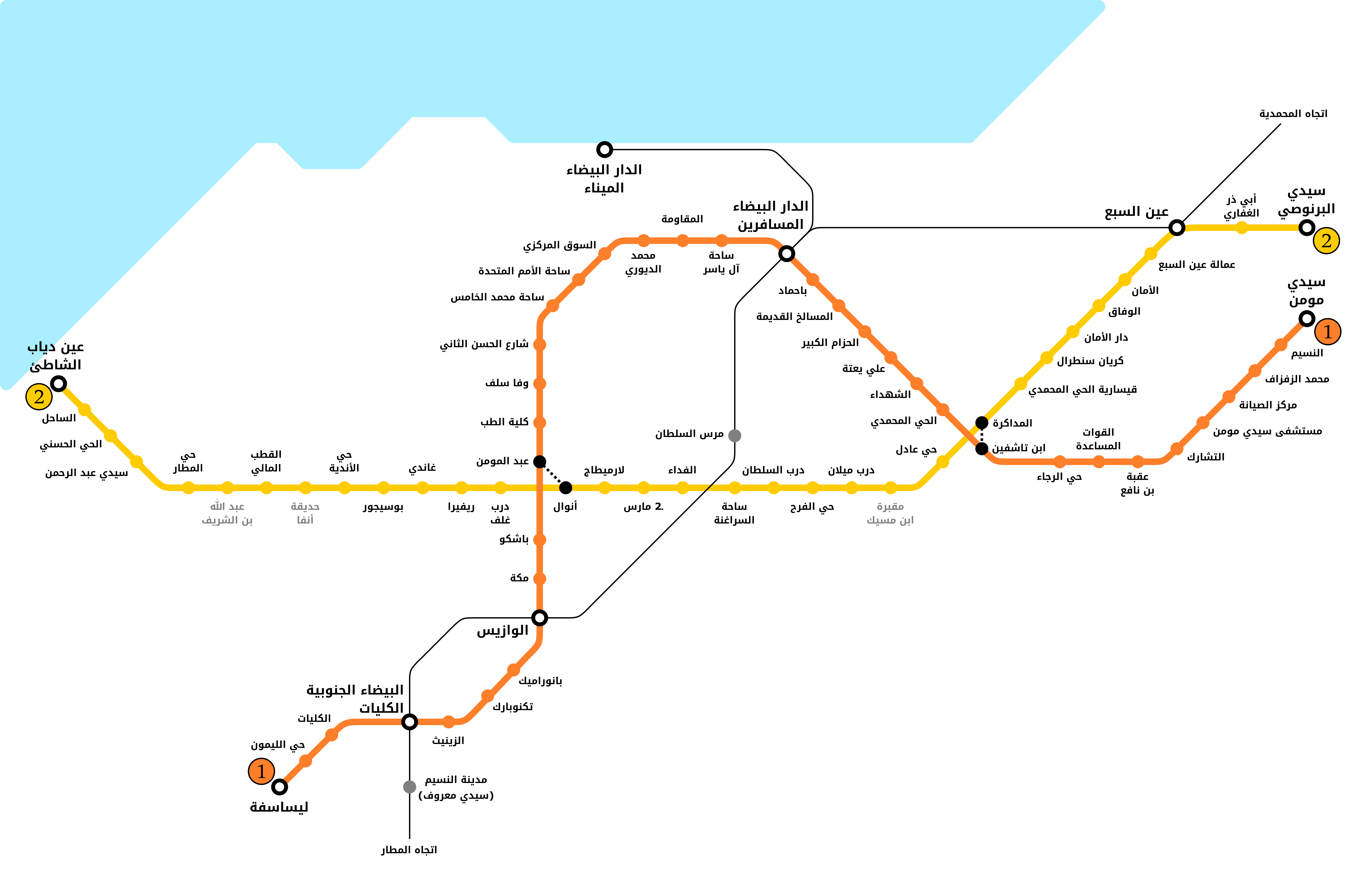
مخطط الخطين الأول والثاني من طرامواي البيضاء ومحطات قطار البيضاوي.

وحسب الاتفاقية التي أشرف على توقيعها الملك محمد السادس في أكتوبر 2010، سيساهم في تمويل المشروع كل من مجلس مدينة الدار البيضاء بالإضافة إلى ميزانية الدولة والمديرية العامة للجماعات المحلية بوزارة الداخلية ودعم صندوق الحسن الثاني للتنمية الاقتصادية والاجتماعية وشركاء آخرين.
تم تدشين الخط الأول للترامواي من قبل الملك محمد السادس في يوم 12 ديسمبر 2012، وهو الخط الذي يمتد على طول 31 كلم والذي يربط بين 40 محطة من سيدي مؤمن إلى عين الذئاب أو حي الكليات، بطاقة استيعاب ل200 ألف راكب يوميا. في حين يجري الخط الثاني الذي من شأنه أن يوصل مقاطعة عين السبع بالشبكة عند نقطة المواصلة بين فرعي عين الذئاب والكليات، وستكون للخطين نقطة مواصلة أخرى بمحطة ابن تاشفين. وبذلك عززت هذه الوسيلة موقع المدينة كقطب استثماري قادر على جلب المزيد من الاستثمارات وتوفير وسيلة نقل ملائمة يمكن استعمالها من قبل جميع الفئات الاجتماعية.

### الطرق السيارة و السريعة

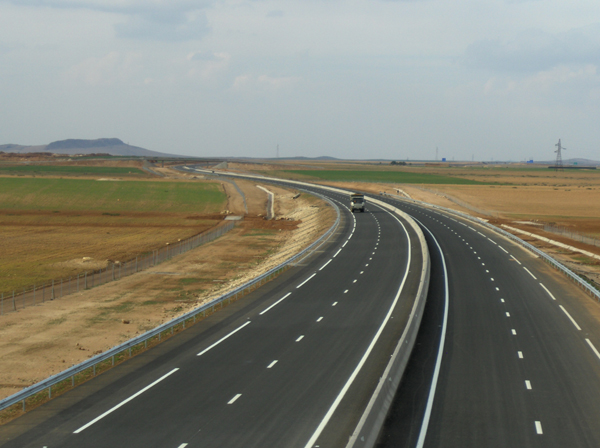
طريق بري في الدار البيضاء

لدى الدار البيضاء طريق سيار حضري بطول 22 كلم يقطع المدينة بمحور شرق غرب و الطريق السيار A1 يحيط بالمدينة بطول 35 كلم، تخرج منه 3 محاور رئيسية في البلاد: الطريق السيار A3 جنوبا نحو مطار محمد الخامس الدولي و مراكش و أكادير ومنه الى الطريق السيار A4 نحو خريبكة و بني ملال و الطريق السيار A1 من الشمال نحو الرباط و منه الى الطريق السيار A2 نحو مكناس و فاس و وجدة و الطريق السيار A5 نحو طنجة، ومن الجنوب الغربي نحو الجديدة و آسفي، فالمدينة تمثل أهم عقدة طرقية في البلاد.
ستربط مدينة الدار البيضاء بعدة طرق سيارة كالطريق السيار تيط مليل - برشيد الذي سيتم افتتاحه شهر شتنبر 2025 و الطريق السيار القاري الرباط - الدار البيضاء و الطريق السيار الالتفافي الجديد.
فالمدينة مرتبطة أيضا بشبكة الطرق السريعة كالطريق السريع المحمدية - برشيد الذي يمر من شرقها، والطريق السريع الدار البيضاء - سيدي رحال الشاطئ و يربطه بالطريق السيار المداري الطريق السريع المداري الجنوبي الغربي ، والطريق السريع الرباط - الدار البيضاء و الطريق السريع الدار البيضاء - مديونة و طريق سريع نحو مطار محمد الخامس.

### السكك الحديدية

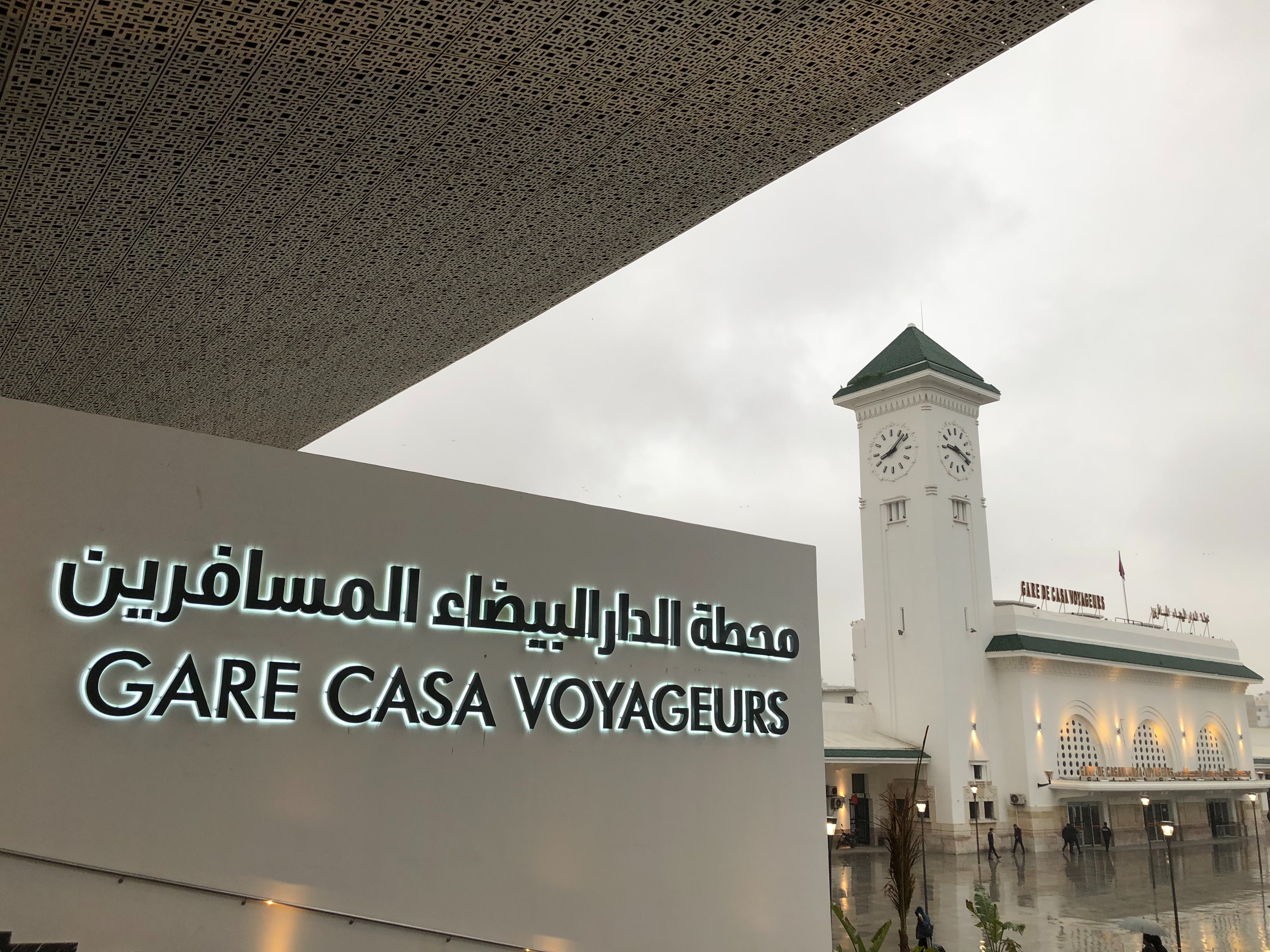
محطة الدار البيضاء المسافرين

تتصل المدينة البيضاء بشكل جيد بشبكة السكك الحديدية التابعة للمكتب الوطني للسكك الحديدية، مما يسهل الوصول إلى المدن الرئيسية في البلاد. وتحتوي المدينة على محطتين رئيسيتين للسكك الحديدية هما محطة الدار البيضاء المسافرين ومحطة الدار البيضاء الميناء. حيث تسجل هاتان المحطتان لوحدهما حركة النقل لحوالي 8 ملايين مسافر في السنة. كما يوجد بالمدينة العديد من المحطات الصغيرة الأخرى، والتي عادة تخدم خطوط الضواحي والأقاليم متل (عين السبع، بوشنتوف، الوازيس).
كما تتمتع الدار البيضاء بخدمة القطارات المكوكية السريعة، وهي شبكة من نوع الشبكات الإقليمية السريعة (RER) التي تشكل خدمة مرجعية إقليمية تابعة للمكتب الوطني للسكك الحديدية والتي استطاعت بعد نجاح قوي في لربط خط محطة الدار البيضاء الميناء بالرباط (ومن ثم امتدادها إلى مدينة القنيطرة) تم تمديدها تدريجيا إلى روابط أخرى لتخفيف الضغط.
في يوم 15 نوفمبر 2018 افتتح الملك محمد السادس والرئيس الفرنسي إيمانويل ماكرون خط القطار الفائق السرعة البراق، ·  وهو الخط الذي سيربط مدينة طنجة بالدار البيضاء، لتصبح محطة الدار البيضاء المسافرين المحطة الرسمية للقطار الفائق السرعة القادم من مدينة طنجة.

### مطار محمد الخامس

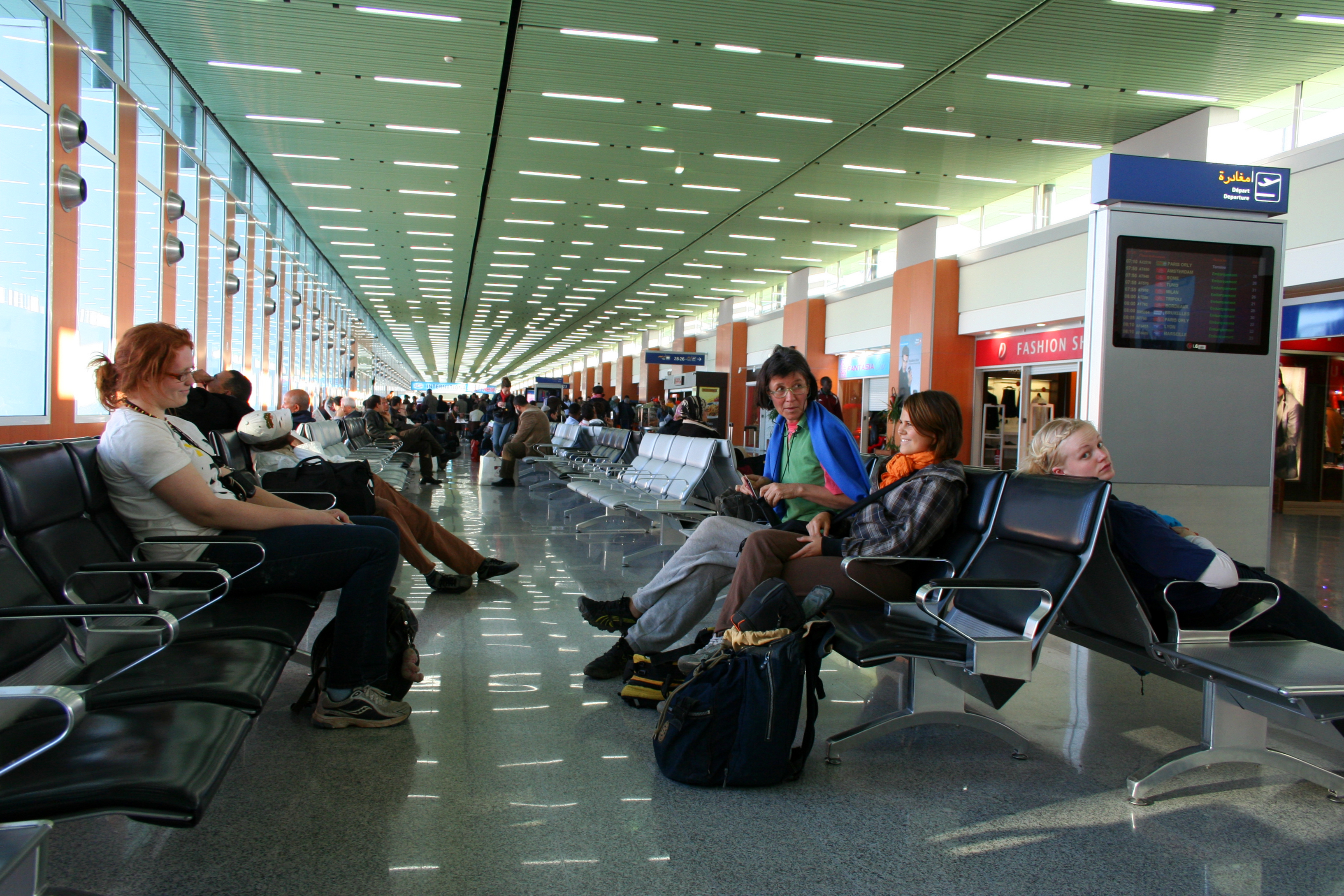

يقع مطار محمد الخامس الدولي على بعد 30 كلم جنوب شرق الدار البيضاء ويعمل بإدارة مكتب المطارات الوطنية ONDA، وهو يعتبر المطار الأكثر حركة في المغرب إذ يزيد عدد المسافرين عبره على 8.2 مليون مسافر سنويا. تجري حاليا عملية إعادة تأهيل المطار بما يمكنّه من الاستجابة لمتطلبات السفر المتزايدة، وهو يوفر إمكانية سفر سهلة ومبسطة من ساعة الوصول إلى مكتب التسجيل حتى المغادرة. كما يوفّر للمسافرين محلات مميزة في السوق الحرة ويعتبر وجهة هامة للخطوط الجوية.

## المجتمع

### الرياضة

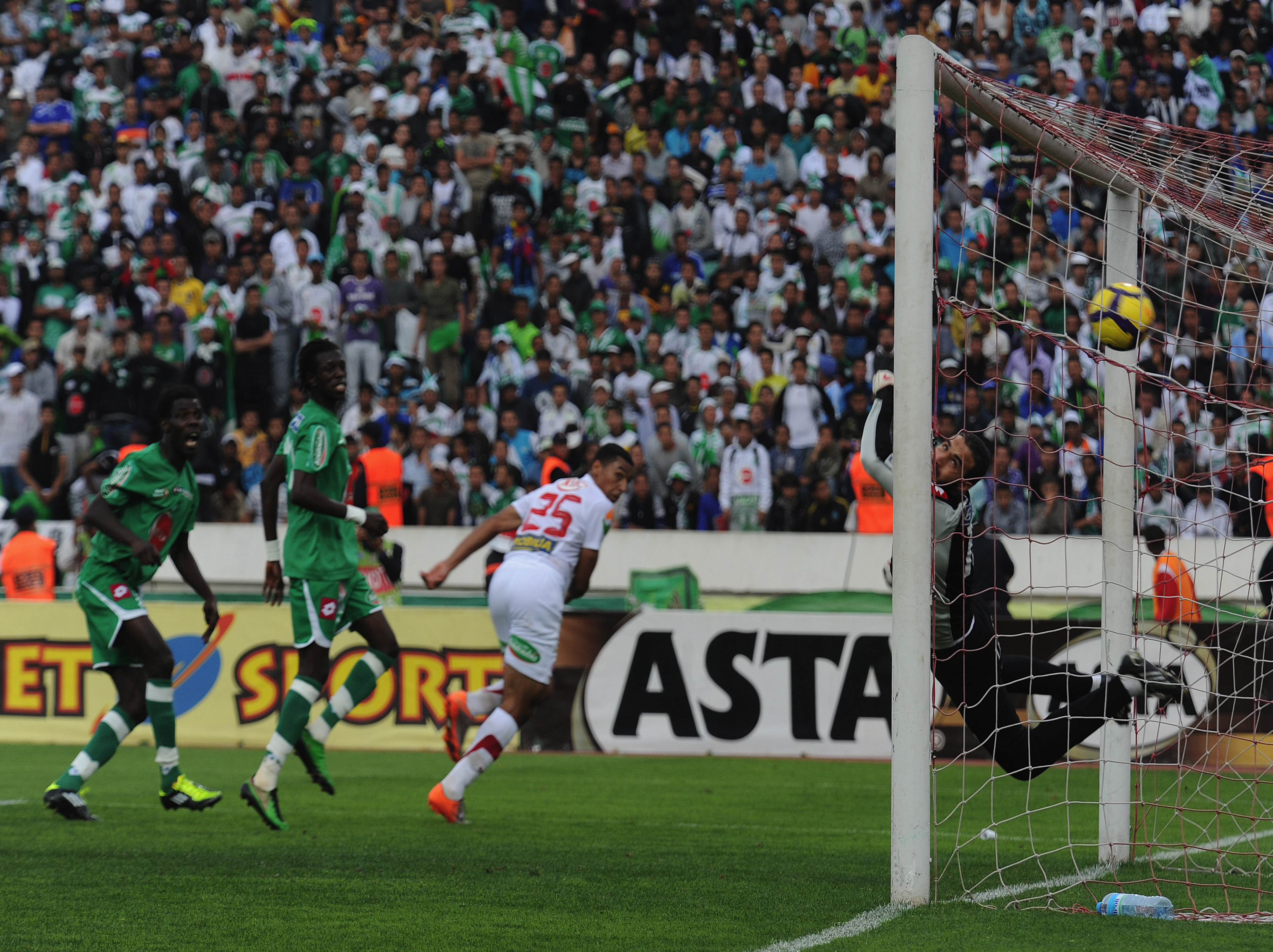
ديربي الرجاء أمام الوداد 10 أبريل 2014.

الدار البيضاء، من أهم المدن الرياضية بالمغرب، وهي من أكبر أقطاب الرياضة، حيث عرفت منذ القدم، بالمنافسات الرياضية الأكثر شيوعا في المملكة والعالم، وخاصة كرة القدم.
فالدار البيضاء هي مقر للناديين شهيرين وطنيا، نادي الوداد الرياضي الذي تأسس سنة 1937، انطلاقًا من فرع السباحة، ليمتد إلى رياضة كرة القدم، التي تسيّد مجالها في الدار البيضاء، ونادي الرجاء الرياضي، التي تأسس فيما بعد ليصبح الغريم التقليدي للوداد. بل الفريقين المتنافسين بكل معاني الرياضة، سواء تاريخا أو تنوعا في الرياضات والإمكانات وحتى الوسائل... ولقاء هذين الفريقين يسمى الديربي البيضاوي، وهو أقوى لقاء تعرفه البطولة الوطنية، كما تعرف الدار البيضاء أكبر قاعدة مشجعة للرياضة.
وتجدر الإشارة إلى أن البنية التحتية كانت تعدّ وإلى الأمس القريب هي أرقى البنى الوطنية المغربية، وأفخم التجهيزات، كتوفرها على مركب محمد الخامس الذي أسس سنة 1955، لتجد هي الأخرى اليوم، وبعد الدفعة الملكية، بالسياسة الرياضية بهدف النهوض بالرياضة الوطنية، وتشييد المركبات الرياضية ودعم النوادي وتشجيع الرياضيين، ومحاربة المنشطات، والاهتمام بالفئات الرياضية الشبابية.
وبهذا تكون الدار البيضاء قطبا للرياضة الوطنية المغربية في مختلف الرياضات:
- كرة القدم: وتعدّ الرياضة الأولى للمغاربة.

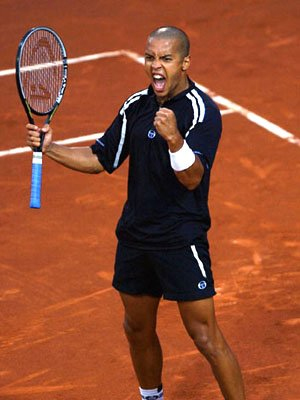
هشام أرازي

- هشام أرازيكرة السلة: وهي ثاني الرياضات متابعة لدى المغاربة.
- كرة اليد
- التنس أو كرة المضرب: وهي الرياضة الموسمية التي تتوفر على جمهور متتبع واسع في المغرب، ليس بخصوص البطولات الوطنية وإنما حتى العالمية وتنظم المدينة إحدى بطولات التنس 250 نقطة وهي بطولة الدار البيضاء للتنس.
- وغير ذلك من الرياضات الجماعية والفردية: كالفول كونتاكت، والملاكمة، وألعاب القوى، وغيرها...

### الصحة
تحتضن جهة الدار البيضاء عددا من المستشفيات الإقليمية (10 مستشفيات) ومركزا وطنيا لمحاربة داء الجذري والمراكز الصحية (حوالي 120 مركزا) ومستشفى للأمراض العقلية بتيط مليل، ودورا للولادة (11 على الأقل) ومستشفى جهوي.

### التعليم
بالدار البيضاء يتابع بالسلك الابتدائي 398713 تلميذة وتلميذاً دراستهم. وتصل نسبة التمدرس الخاصة بالفئة العمرية 11/6 سنة 96,25% على الصعيد الجهوي وبالوسط القروي في حدود 92%.
أما فيما يخص الثانوي الإعدادي، فقد انتقل عدد الإعداديات العمومية من 172 إلى 178 إعدادية، حيث عرف هذا السلك تنامي وتيرة بناء الحجرات الدراسية في السنوات الأخيرة نتيجة تدفق أعداد التلاميذ الوافدين من السلك الابتدائي بفعل تحكم الخريطة المدرسية في نسبة النجاح. وسينعكس هذا التدفق على السلك الثانوي التأهيلي أيضا لنفس النهج.
أما عدد المتمدرسين بالثانوي الإعدادي، فقد وصل إلى 205793 تلميذة وتلميذاً مع تراجع نسبي وصل إلى 3%، وذلك بسبب النسبة التي تم تحقيقها على مستوى الالتحاق بالثانوي التأهيلي، وهي التي ترتكز على النزول إلى معدل 8,50 كعتبة و 8 فقط لكل من استوفى سنوات التكرار.
وإذا كان تمدرس الأطفال معمما تقريباً في المستوى الابتدائي، فإن الأمر بالنسبة للثانوي الإعدادي ما زال دون التعميم نسبياً، إذ تصل النسبة الصافية إلى 83,3% ومقارنة مع ما هو مسجل وطنياً. 53,9%، فإن الوضعية بالجهة تكاد تبدو مريحة وأن المخطط الاستعجالي يطمح إلى التعميم للفئة العمرية 14/12 عند المدة المحددة له.
عدد المؤسسات الابتدائية التي استغلت خلال الموسم الدراسي 2009/2008 هو 435 مدرسة. أما الحجرات المستعملة فهي 6280 حجرة، حيث تمت إضافة مدرستين عن الموسم السابق.
أما عدد المؤسسات بالثانوي الإعدادي خلال الدخول المدرسي 2009/2008 فهو 178 إعدادية وعدد الحجرات المستعملة للتدريس 4316 حجرة، بزيادة 6 مؤسسات و 102 حجرة عن الموسم السابق.

## الثقافة

### الموسيقى
فرقة ناس الغيوان وزعيمها العربي باطما من الحي المحمدي في الدار البيضاء، كما تشكّلت فرقة هوبا هوبا سبيريت في الدار البيضاء وما زالت مقرها. عصام هو فنان راب من درب السلطان مختص بالتراب المدمج.
تعقد الدار البيضاء عددا من المهرجانات الموسيقية مثل لبولفار وجازابلانكا، كما توجد دار الآلة، وهي متحف ومعهد موسيقي مكرس للموسيقى الأندلسية بحي الأحباس.

### الأدب
دارت أحداث كتاب الماضي البسيط للروائي إدريس الشرايبي في الدار البيضاء، وكان محمد زفزاف يسكن في المعاريف.
ينعقد المعرض الدولي للنشر والكتاب في الدار البيضاء سنويا.

### الفن
كانت مدرسة الدار البيضاء حركة فنية حداثية من انبثاق مدرسة الفنون الجميلة بالدار البيضاء أواخر ستينات القرن العشرين.
لوزين فضاء ثقافي فني في الدار البيضاء. الدليل البيضاوي قصة مصورة من إنتاج ريبيل سبيريت.
صباغة باغة مهرجان فن شارع يزين خلاله فنانو الغرافيتي مباني الدار البيضاء.

### التصوير
استقر مارسلان فلاندرين وهو مصور عسكري فرنسي في الدار البيضاء وسجل الكثير من بداية الفترة الاستعمارية في المغرب بالصور. كان له وهو يصور النساء العاريات في الحي الماخور الاستعماري دور كبير في نشر الصورة الاستشراقية للنساء المغربيات كأدوات جنسية.
يعد يورياس من أبرز المصورين الناشطين في العاصمة الاقتصادية، والتي تتميز بمشهد تصوير شارع مزدهر.

### الفيلم

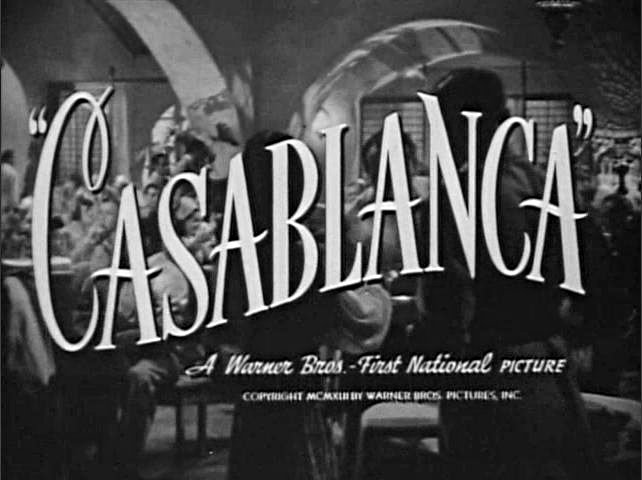
فيلم كازابلانكا

يزعم أن فيلم كازبلانكا (1942) يصور الدار البيضاء، إلا أنه لا يوجد فيه أي شخصية عربية أو مغربية.
يعتبر فيلم حب في الدار البيضاء (1991) ببطولة عبد الكريم الدرقاوي ومنى فتو واحدا من أول الأشرطة السينمائية المغربية التي تناولت الواقع المغربي بتقاليده وأعرافه.
يتناول كازانيكرا (2008) لنورالدين الخماري قضايا مسكوتة عنها متعلقة بصعوبات الشريحة الكابحة وحقق نجاحًا واسعا.

### الهندسة المعمارية

#### سنوات العشرينات «سمة السنوات الأولى للحماية»

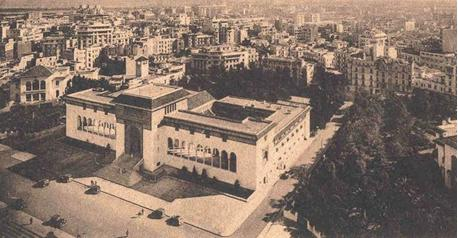

إن ما ساعد على استقطاب مهندسين معماريين من جنسيات مختلفة إلى الدار البيضاء هو سمعة المدينة الحديثة التي روّج لها المستعمر في أوائل القرن الماضي، حيث أنه خلال سنوات العشرينيات، وعلى سبيل المقارنة، سجلت مدينة الدار البيضاء تزايد عدد المهندسين المعماريين ثلاث مرات أكثر من تونس مثلا. إلا أنه على العموم تبقى مخططاتهم المعتمدة في ميدان التعمير تحت تأثير الفن التقليدي المغربي.
إن حداثة المعمار العصري الذي تبناه المعماريون الأجانب سوف يأخذ طابعه المغربي باستعمال الزخرفة التقليدية. فاستعمال الفنون التجميلية المغربية سيتفاعل والفنون الحديثة مما سيؤدي إلى ولادة نمط معماري جديد طبع السنوات الأولى للحماية.
ومنذ ذلك الحين، أصبحت واجهات العمارات الكبيرة التي ظهرت وسط المدينة تتسم بالتعددية الجمالية المتمثلة في الزخارف مثل أطباق الفواكه أو رؤوس الأسود التي امتزجت بتناسق مع الزليج ومسحوق الرخام، أو شرفات خشب الأرز المنقوش الشاهد عليها شموخ فندق إكسلسيور وعظمة عمارة ممر الكلاوي وكذا أناقة البنايات الإدارية وسط المدينة.
يتأرجح معمار الفيلات الكبرى الاستعمارية ما بين هندسة الفندق الباريسي ونظيرتها الموجودة على شاطئ أزير الفرنسي بأسطحها وشرفاتها. إلا أن الفيلات المثيرة للانتباه والتي تصدر بالمجلات المعمارية المختصة هي الفيلات المغربية الحديثة مثل فيلا «المقري» (هدمت حاليا) المتميزة بالعناصر الجمالية المغربية والتصفيف الذي يذكرنا بالفنادق الباريسية الخاصة.
عند مجيء جيل جديد من المعماريين المتشبعين بالمبادئ الحديثة عند نهاية العشرينات، سيترتب عنه التخلي تدريجيا عن استعمال التزيين المتبع لصالح آخر جديد.

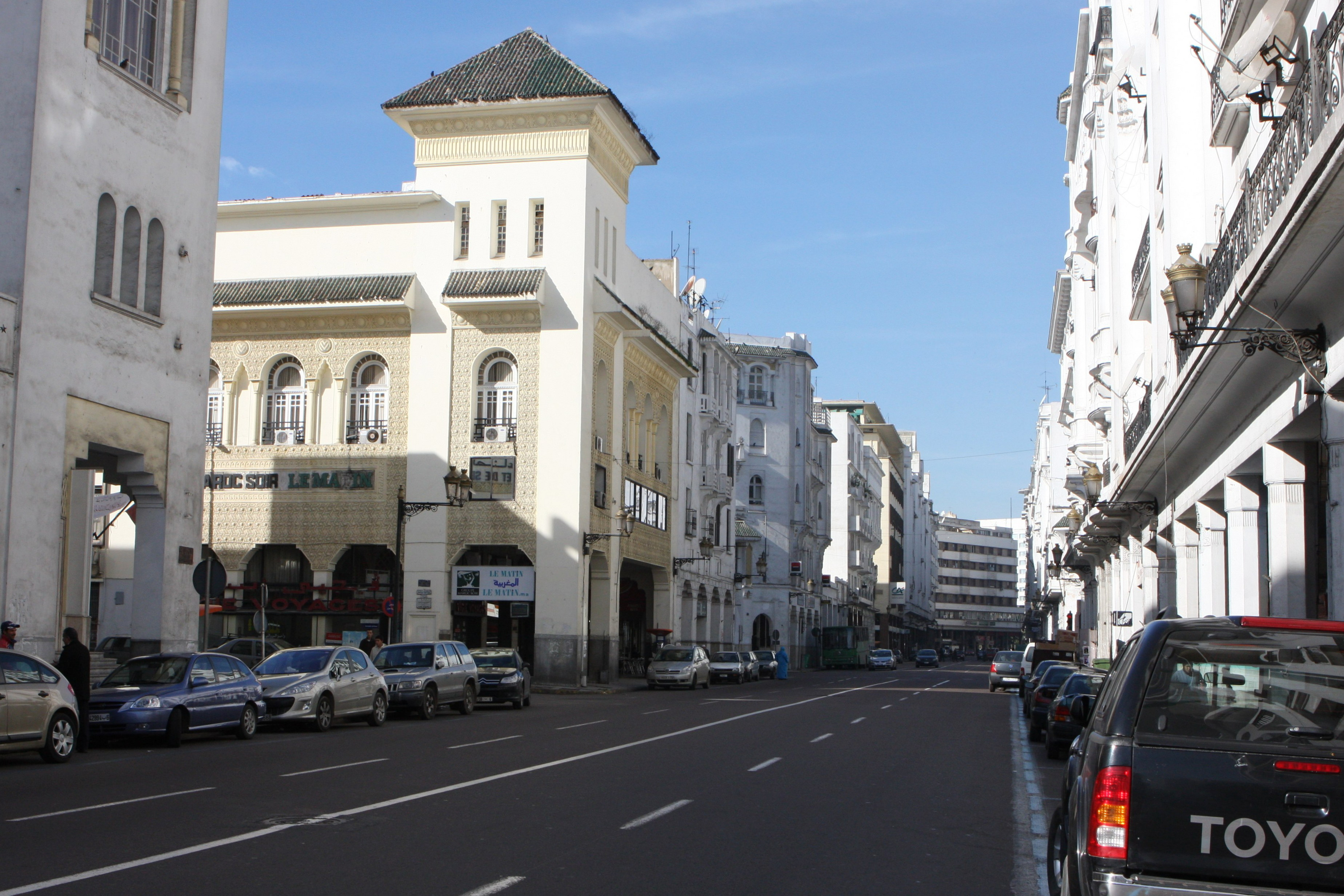
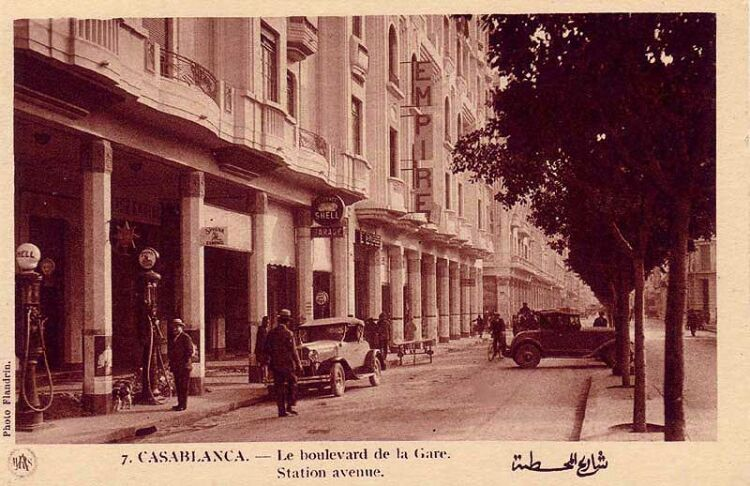

#### سنوات الثلاثينات «الطريقة الموريسكية»
عرفت سنوات الثلاثينات تغييرا تمثل في الرفاهية والعصرنة اللتان أصبحتا إبداعا معماريا اندثرت على إثره الطريقة الموريسكية بزخارفها المتعددة.
سيعمل الجيل الجديد من المعماريين القادمين إلى الدار البيضاء في أواخر العشرينات على تطبيق ما تعلموه بمدرسة الفنون الجميلة بباريس من نظريات عصرية.
سيعوض التزين الذي كان يهتم بالشرفات وغيرها بالعمل على الأحجام قصد ربح المجال، وإن هاجس الرفاهية المنبعث من الطبقة البرجوازية في الدار البيضاء جعل العمارات مجهزة بالمصاعد وأماكن رمي النفايات وكذلك المرآب والحمامات.
كالتحف الفنية الراقية، تأخذ العمارات الفخمة بوسط المدينة أسماء مصمميها، لتصبح بعد ذلك مرجعية معمارية ضمن معالم «المدينة الجديدة». غير أن مهارات المعماريين الحقيقية تظهر في الفيلات التي جربوا فيها آخر اكتشافاتهم في مجال السكن والراحة.
وبوفرة البنايات المختلفة أجمعت الآراء الدولية على القول بأن الدار البيضاء عاصمة المعمار العصري بامتياز.

##### عمارة Levy Bendayon
إن بناء هذه العمارة سنة 1928 من طرف المهندس المعماري " Marius Boyer" تدشن الحركة العصرية الممثلة لسنوات الثلاثينات والمنظور إليها كطابع قوي لمعمار البيضاء الحديث.

##### عمارة Moretti-Milone
بنيت العمارة التي تتكون من إحدى عشر طابقا من طرف "Jabin Piere"، فهي تحتل ساحة الأمم المتحدة، وتدشن مرحلة البنايات العالية لسنة 1934 في مركز المدينة. لم تعد جمالية العمارة مركزة على الواجهة التي أصبحت ممثلة بالخطوط العمودية والأفقية بل تم التركيز أكثر على التجهيزات الداخلية.

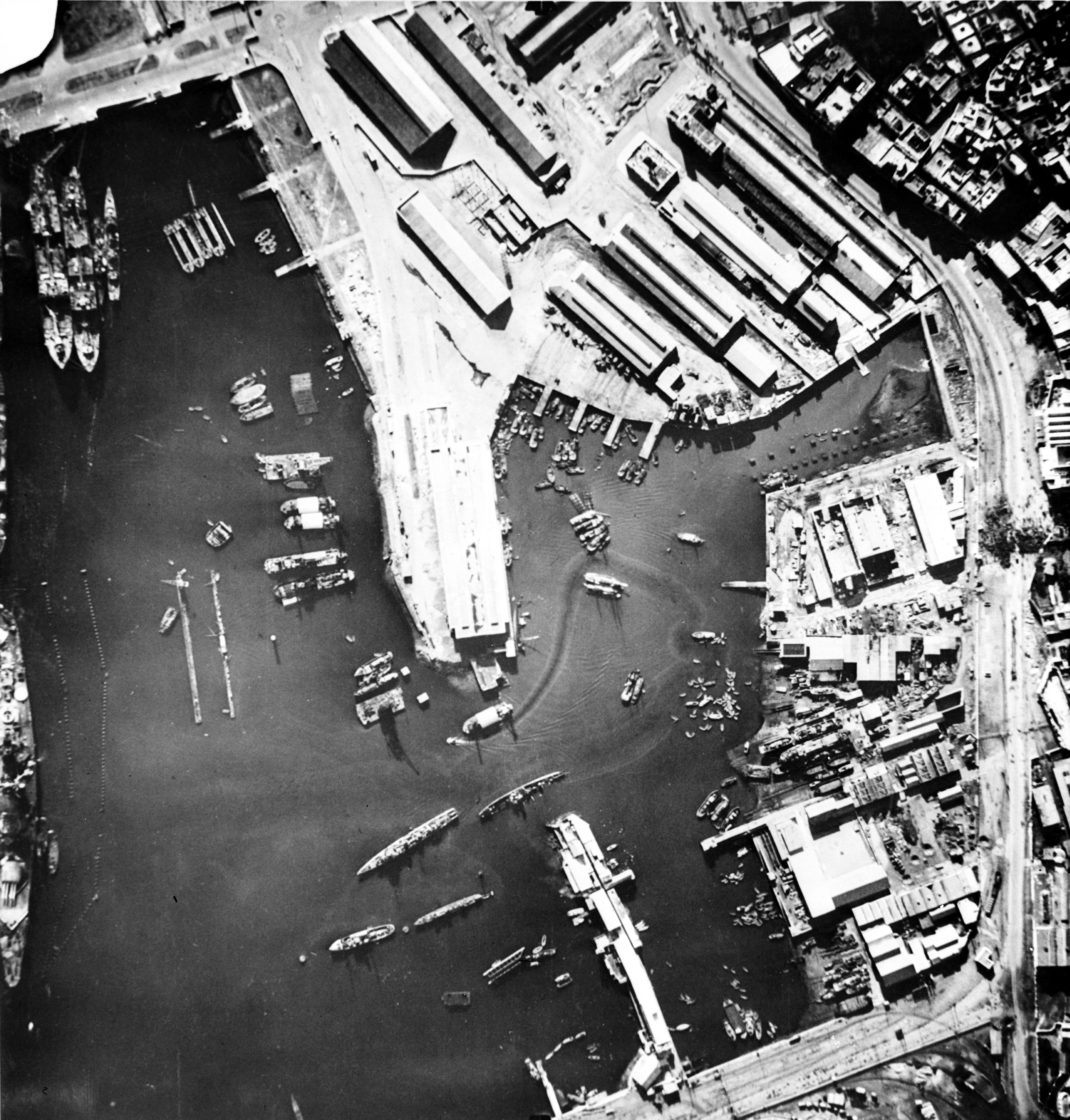
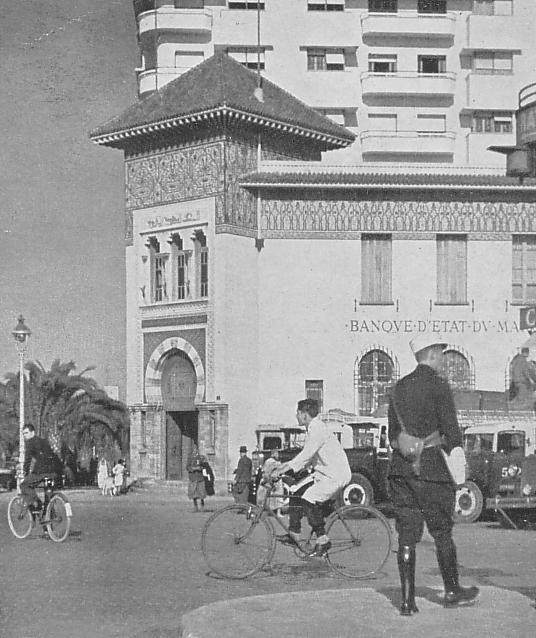

#### سنوات الخمسينات

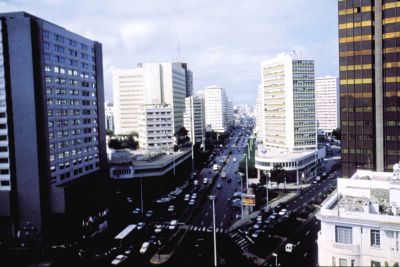

مثلت سنوات الخمسينات فترة رخاء اقتصادي مما أثر آنذاك على الإنتاج المعماراي
ملائمة ذوق البرجوازية البيضاوية المتشبعة بالثقافة الأمريكية مع النمط الجيدة لجيل المهندسين المعماريين لتلك الفترة أدى بهذه البرجوازية إلى اختيار أشكال الفيلات ذات البصمات الكاليفورنية. ففيلات سنوات الخمسينات قد طبعتها شخصيات مصمميها بشكل كبير.
إن هذه الأعمال الفنية الشخصية تبهر بجرأتها المعمارية الجديدة والإبداع في أشكال الهندسية، لكن انتشار هذا اللون لا يعني الإجماع عليه، فتنوع الأشكال سيواكب اختلاف الطبقات: فإذا كان الطابع الجد الحديث يبهر الطبقات الميسورة، فإن البرجوازية الصغيرة أخذت تشيد داخل أحياء السيال "CIL" فيلات ذات طابع مختلط يجمع بين الخطوط الكبرى لمعمار الجنوب الفرنسي.
عرفت سنوات الخمسينات تسجيل ابتكار «السكن من أجل الأكثرية» من طرف إيكوشار وفريقه خلال سنة 1950. سيؤدي تنفيد البرنامج العمومي للسكن إلى خلق مجموعات كبيرة للسكن المناسب موجه للمسلمين، واليهود، والأوروبيين.
وعلى سبيل المثال فالحي السكني لكريان سنطرال سوف يمتص مدن القصدير وذلك بالمحافظة على العادات التقليدية للمسلمين، وحي العنق المحتمل أن يعيد إسكان 18000 يهودي مغربي القاطنين أصلا بالمدينة القديمة، وكذلك حي بورنازيل (1954) الموجه للجالية الأروبية الجد متواضعة.
بالموازاة مع ذلك، تكاثرت وسائل الترفيه وأدت إلى خلق النوادي الخاصة ودور السينما مثل لوتيسيا "Lutetia" سنة 1950 أو تنمية محطات الخدمات والمرائب كمرآب فولفو سنة 1950 الذي يمثل معمارا فريدا.
وبعد الاستقلال تواصلت الثقافة المعمارية لسنوات الخمسينات وامتدت حتى سنوات الثمانينات، حيث سيلاحظ تدفق ظهور أشكال معمارية عصرية.
- فيلا سامي سويسة Sami Suissa

إن النوع الأكثر عصرنة لما بعد الحرب دشن ببناء هذه الفيلا من طرف جان فرنسواز زفاكوJean François Zevaco سنة 1947، والتي اعتبرت في حد ذاتها ثورة وإحدى شعارات المدينة المذكورة غيرما مرة في مجلات الهندسة المعمارية العالمية.
- عمارة الحرية

إن عمارة الحرية بطوابقها السبعة عشر والتي بنيت سنة 1949 من طرف ليوناز موراندي، تعدّ أول تجربة إفريقية، عمارة ذات شقق بعلو كبير. توجد بشارع الزرقطوني، وهي اليوم واحدة من معالم المدينة.

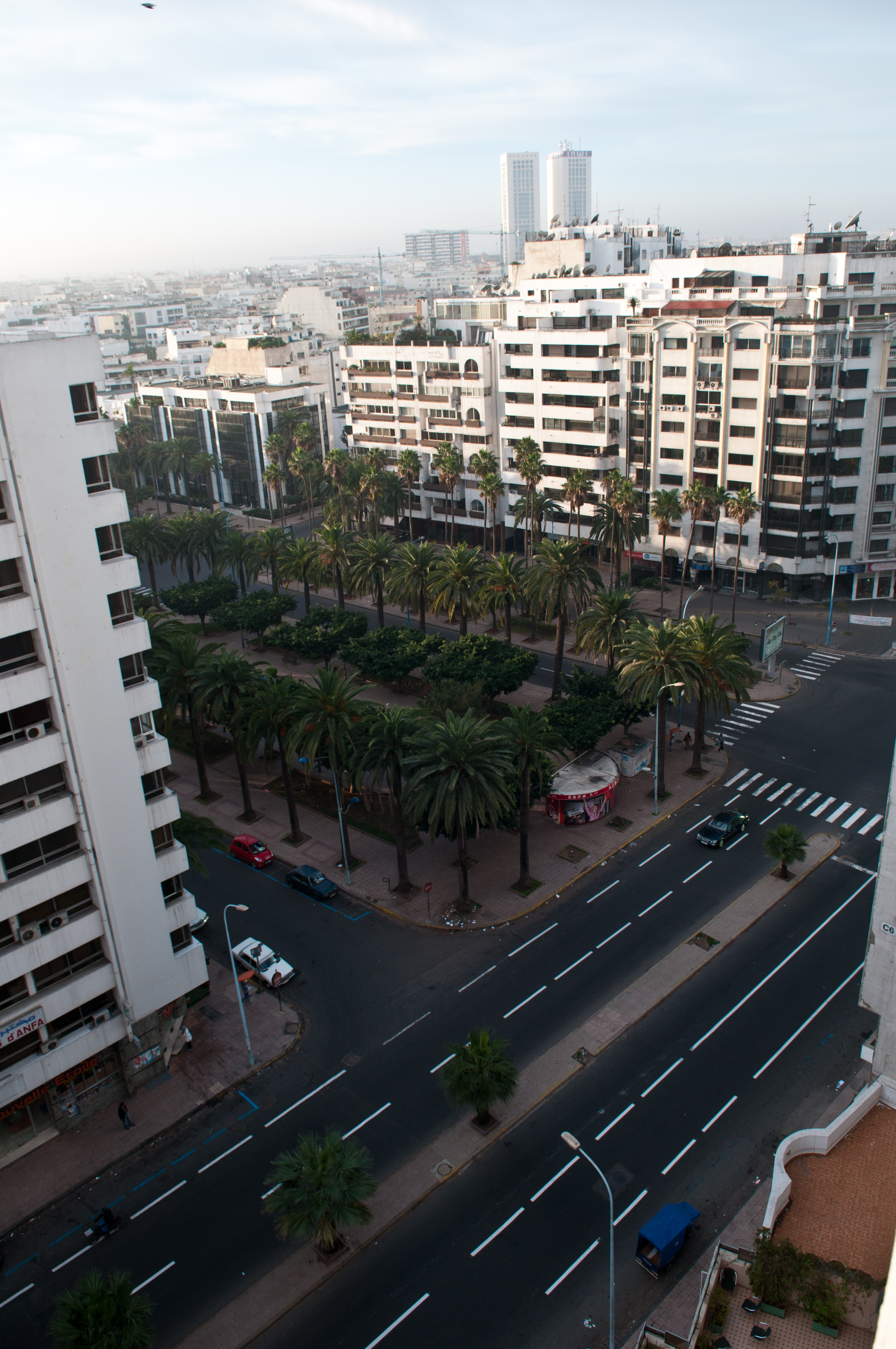
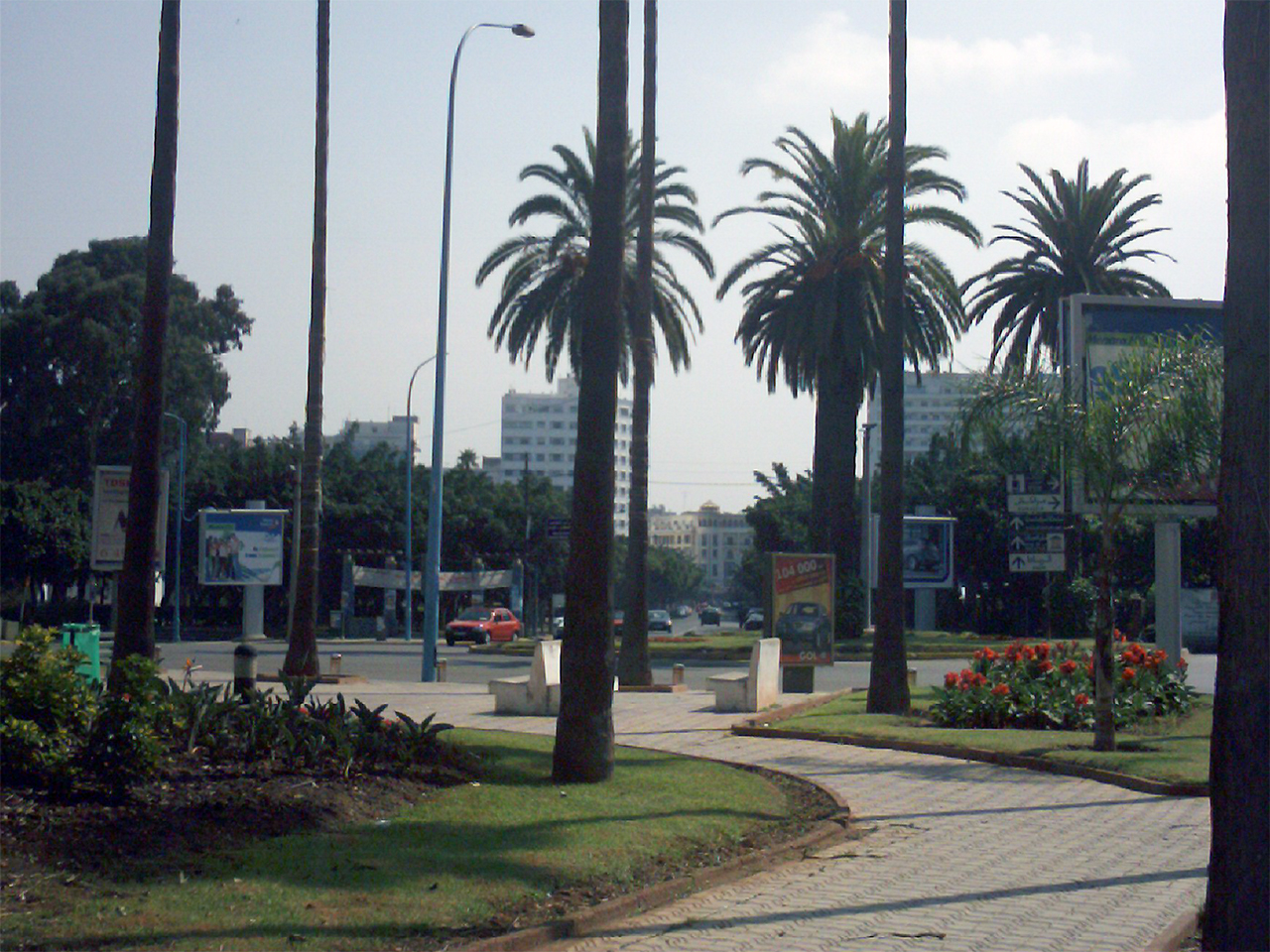

#### تراث معماري مهدد
سجّلت مدينة الدار البيضاء ضمن قائمة التراث العالمي لليونسكو، بعد أن قدّم طلب التسجيل إلى اليونسكو في 27 نونبر 2013، وهكذا انضمت إلى «قائمة مواقع التراث العالمي في المغرب» نتيجة الرغبة الملحة في إعادة تقييم التراث المعماري والحضري البيضاوي، كتراث ثقافي إنساني ذو قيمة كونية خاصة، من بوابة الساحتين العربية والإفريقية انفتاحا على الكوسموبوليتية منذ البداية المبكرة للقرن العشرين، ويعتبر الفيلم الهوليودي العالمي كازابلانكا (فيلم) أحد معالمها ومن روائع الفن السابع.
واكتسبت المدينة خصوصيتها القرنعشرينية العتيقة، كونها كانت مأهولة بالمغاربة المسلمين واليهود إضافة إلى الأوربيين من جنسيات مختلفة، إسبان وإيطاليون وبرتغاليون وفرنسيون وأفارقة جنوب الصحراء، أدباء وصيادين وحرفيين وبنائين وتجار ومستثمرين وأساتذة.
وتجمع المدينة بين ما هو تاريخي قديم وما هو حديث في تنسيق معماري فريد من نوعه ساهم فيه المهندسون الأوربيون بشكل بارز، مما أنتج مدينة بمعالم ثقافية كوسموبوليتية بامتياز، وهم استوحوا من طرازي «آر ديكو» و«آر نوفو» وأضافوا إليهما زخرفات مغربية تقليدية، واستعمال الزليج، الجص والنحت الجص وعلى خشب الأرز، فأعطى هذا التمازج أسلوباً فريدا.
من معالمها على مشارف المدينة العتيقة، حيث كانت بناية «الإكسلسيور» القديمة، أحد أهم المقاهي التي يقصدها المثقفون البوهيميون، المقهى التي صممت اسنة 1916، حيث كانت المدينة خليطاً متنوعاً من السكان حيث يمكن للعارفين بالماضي اقتفاء أثر وحنين أيام هامفري بوغارد، وإنغريد برغمان. هندسة مبنى الإكسلسيور بسيطة لكن تحتقظ تفاصيل فريدة من حديث الماضي. مطلية بالكلس الأبيض ومزينة بالزليج الأندلسي الأخضر الذي يعود إلى قرن من الزمن. ويعتبر هذا التسجيل ضمن أهداف المنظمة في حفظ التراث العالمي للقرن العشرين.

## مشاريع تحديث الدار البيضاء
| مارينا الدار البيضاء يهدف مشروع" "الدار البيضاء مارينا " إلى وضع المدينة في مصاف العواصم الكبرى، وبفضل موقعه الاستراتيجي بين البحر، ووسط المدينة، وجوانبه الحديثة، يشكل المشروع إضافة نوعية، تدعم سمعة مدينة الدار البيضاء الكبرى السياحية. وهو مشروع سياحي عقاري ضخم يقدر فيه بنحو 8 مليارات درهم، ويقام المشروع على مساحة 26 هكتارا بين ميناء الدار البيضاء ومسجد الحسن الثاني ، ويتكون المشروع من شقق سكنية، ومكاتب إدارية، وثلات وحدات فنادق، وقصر مؤتمرات بسعة 3500 مقعد، بالإضافة إلى 60.000 متر مربع من فضاءات تسوق وخدمات، ومساكن فاخرة تتكون من عشرة مبان بارتفاعات مختلفة وتصاميم ومنتجات مختلفة. |   |
| موروكو مول يعد المركز التجاري “موروكو مول” المطل على المحيط الأطلسي وجهة التسوق الأساسية في حوض البحر الأبيض المتوسط وأفريقيا، وكان قد افتتح في ديسمبر الماضي. وتبلغ مساحة المجمع التجاري الإجمالية 250 ألف متر مربع، ويحتوي المركز على 350 محلا تجاريا تقدم منتجات 600 علامة تجارية عالمية. وإضافة إلى المتاجر، يتضمن المركز العديد من المطاعم والمرافق الترفيهية ومواقع الاستراحة ومساحات خضراء واسعة. | . |
| برج دبي كازابلانكا تاورز هو عبارة عن برج ظخم أشبه بمجمع متكامل للأعمال والتسوق والسياحة والترفيه، يتكون من فندق فاخر ومجمع للشقق المفروشة والسكنية، يمتاز المشروع بتصميم هندسي فريد، مما يتوقع معه أن يصبح فور إنجازه رمزاً من دبي في مدينة الدار البيضاء وأحد أروع المعالم على مستوى شمال أفريقيا، وتجري دراسة هذا المشروع ضمن برنامج تهيئة منطقة «منارة العنق» الواقعة على كورنيش الدار البيضاء، وهو المشروع الذي تملك منه «سما دبي» حصة 70 في المائة، فيما يملك فيه «صندوق الإيداع والتدبير» المغربي حصة 30 في المائة.                                                                                    |   |

## أعلام ومشاهير

### أعلام ومشاهير في العلوم والأداب
- حورية سيناصر فيلسوفة مغربية ولدت سنة 1940م في الدار البيضاء بالمغرب. خبيرة بنظريات وتاريخ الرياضيات. عملت سيناصر بجامعة السوربون بباريس Paris-Sorbonne University وعملت بالمركز القومي للبحث العلمي بباريس CNRS أيضا وفي البحث العلمي للطلاب الجامعيين بالرباط

### أعلام ومشاهير في الفن
- أحمد البيضاوي ملحن ومطرب مغربي، ويعتبر من أبرز الملحنين العرب، من مواليد 1918
- حسن الفد ممثل مغربي ولد بتاريخ 24 نوفمبر 1962،
- نعيمة سميح مغنية مغربية تعتبر من أهم أصوات الموسيقى المغربية العصرية في النصف الثاني من القرن العشرين، ولدت في الدار البيضاء في 1954)،
- العربي باطما (1949 - 1997)، هو فنان مغني مغربي، يُعتبر أحد رموز الموسيقى التراثية المغربية، وأحد مؤسسي فرقة ناس الغيوان وأحد نجومها البارزين.
- حياة الإدريسي هي مطربة مغربية. ٱشتهرت بأدائها لأغاني كوكب الشرق أم كلثوم وأغاني عمالقة من الملحنين العرب أمثال رشدي عبد القادر وأحمد البيضاوي
- ثريا جبران اسمها الحقيقي السعدية قريطيف (16 أكتوبر 1952، الدار البيضاء - 24 أغسطس 2020، الدار البيضاء) ممثلة مسرحية وسينمائية وسياسية مغربية،
- جاد المالح فنان وكوميدي مغربي يهودي ولد في الدار البيضاء بالمغرب عام 1971،
- إكرام القباج فنانة ونحاتة مغربية، ولدت عام 1960

### أعلام ومشاهير في الرياضة
- عزيز بودربالة لاعب كرة قدم مغربي معتزل كان يجيد اللعب في خط الوسط، (26 ديسمبر 1960 في الدار البيضاء)
- نوال المتوكل، (ولدت في 15 أبريل 1962 الدار البيضاء) هي عداءة مغربية. فازت بميدالية ذهبية في سباق 400 متر حواجز لتصبح أول امرأة أفريقية وعربية تحرز ميدالية ذهبية
- نور الدين النيبت (ولد 10 فبراير 1970) لاعب كرة قدم مغربي دولي. قلب دفاع مع المنتخب المغربي و نادي سبورتينغ لشبونة البرتغاليأو ديبورتيفو لاكورونيا الإسباني
- عز الدين أوناحي هو لاعب كرة قدم مغربي يلعب في خط الوسط في أولمبيك مارسيليا والمنتخب المغربي. ولد سنة 2000
- بدر بانون هو لاعب كرة قدم مغربي يلعب رفقة فريق نادي قطر القطري و‌منتخب المغرب لكرة القدم في مركز قلب الدفاع. (مواليد 30 سبتمبر 1993)،

### أعلام ومشاهير في السياسة
- أحمد رضا الشامي (من مواليد 16 مايو 1961) هو مهندس وسياسي مغربي منتسب إلى الاتحاد الاشتراكي للقوات الشعبية (USFP)
- بسيمة الحقاوي (5 أكتوبر 1960 بالدار البيضاء) سياسية مغربية عضو بالأمانة العامة لحزب العدالة والتنمية، شغلت منصب وزيرة التضامن والتنمية الاجتماعية والمساواة والأسرة ما بين 2012 و 2019.

## معرض الصور

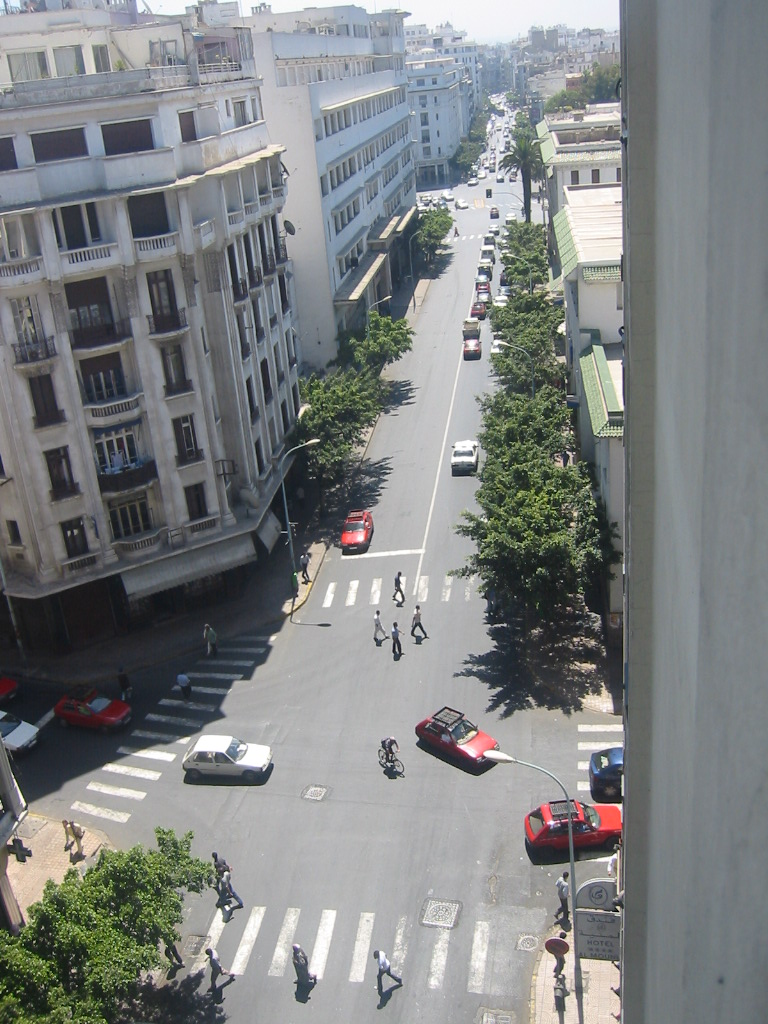
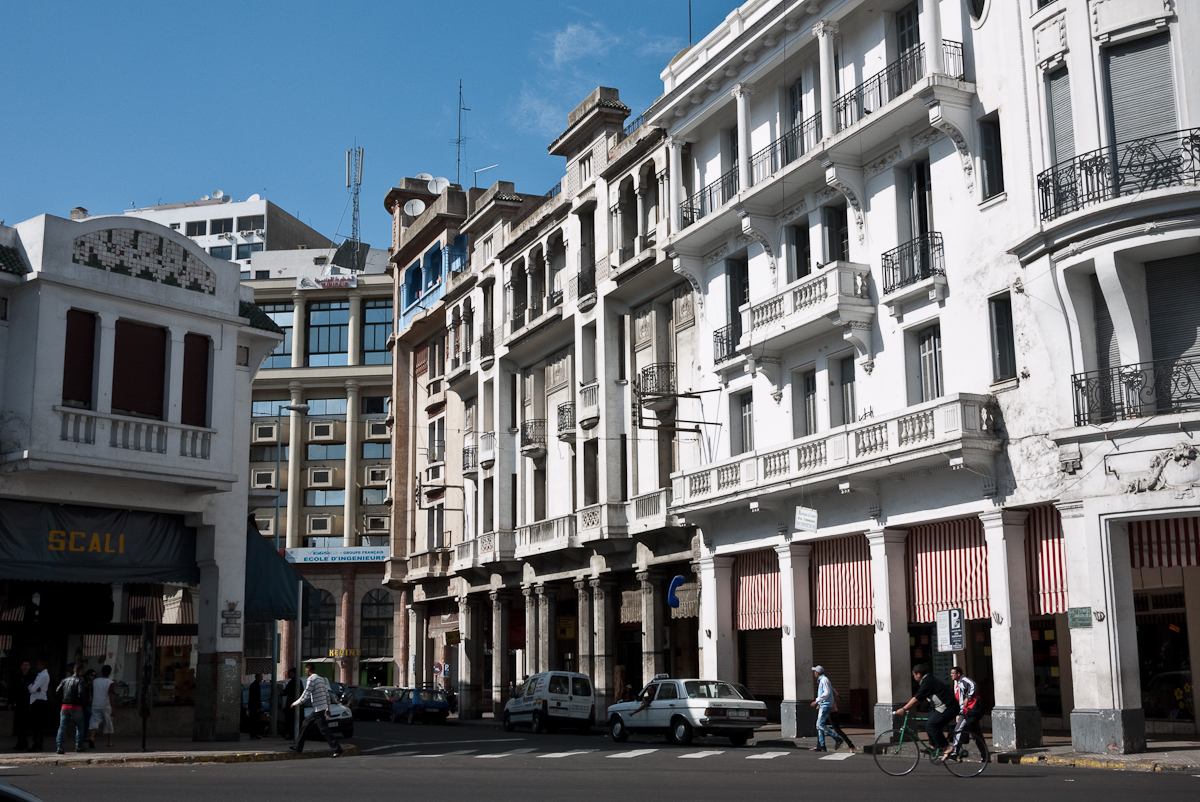
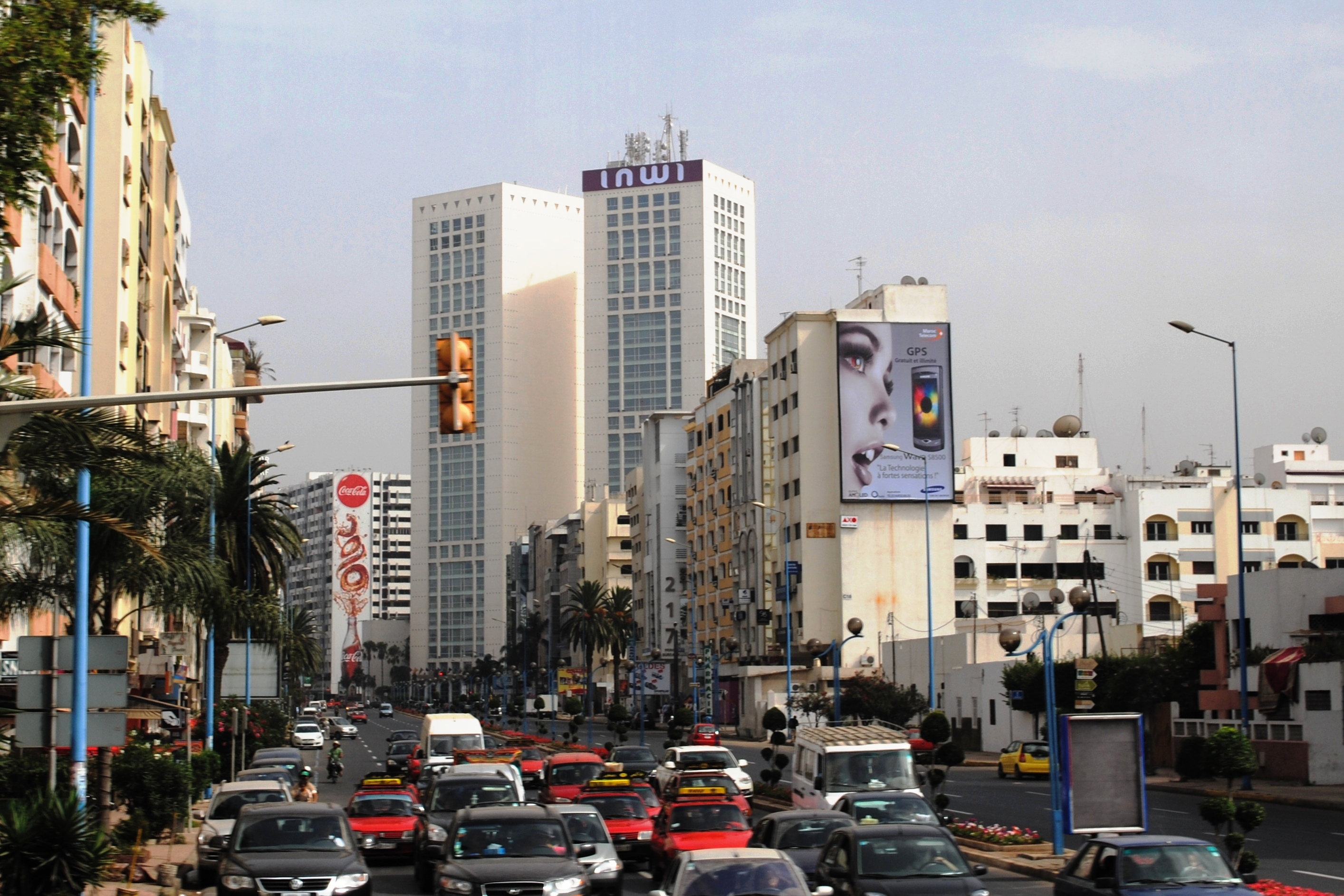
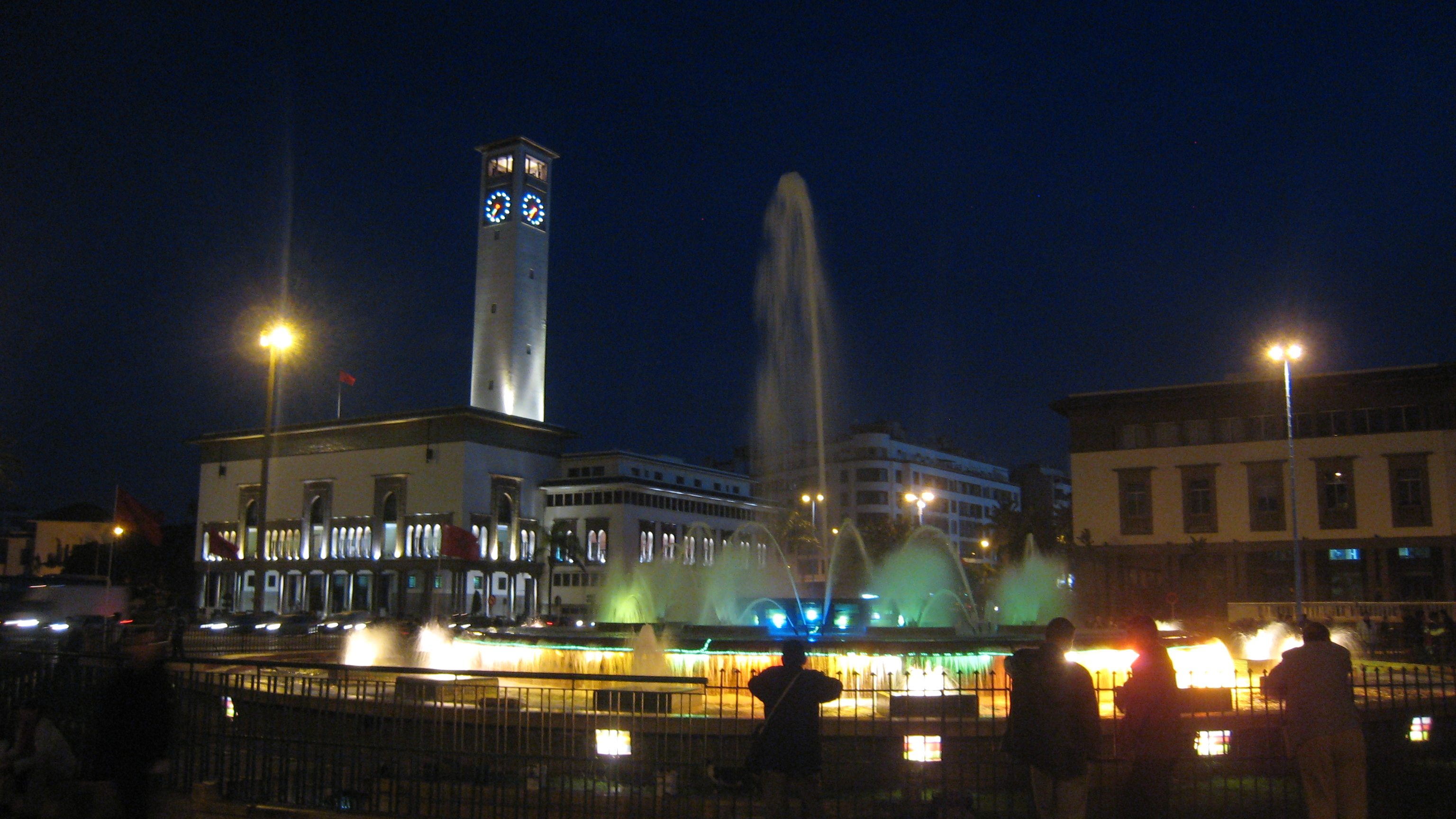
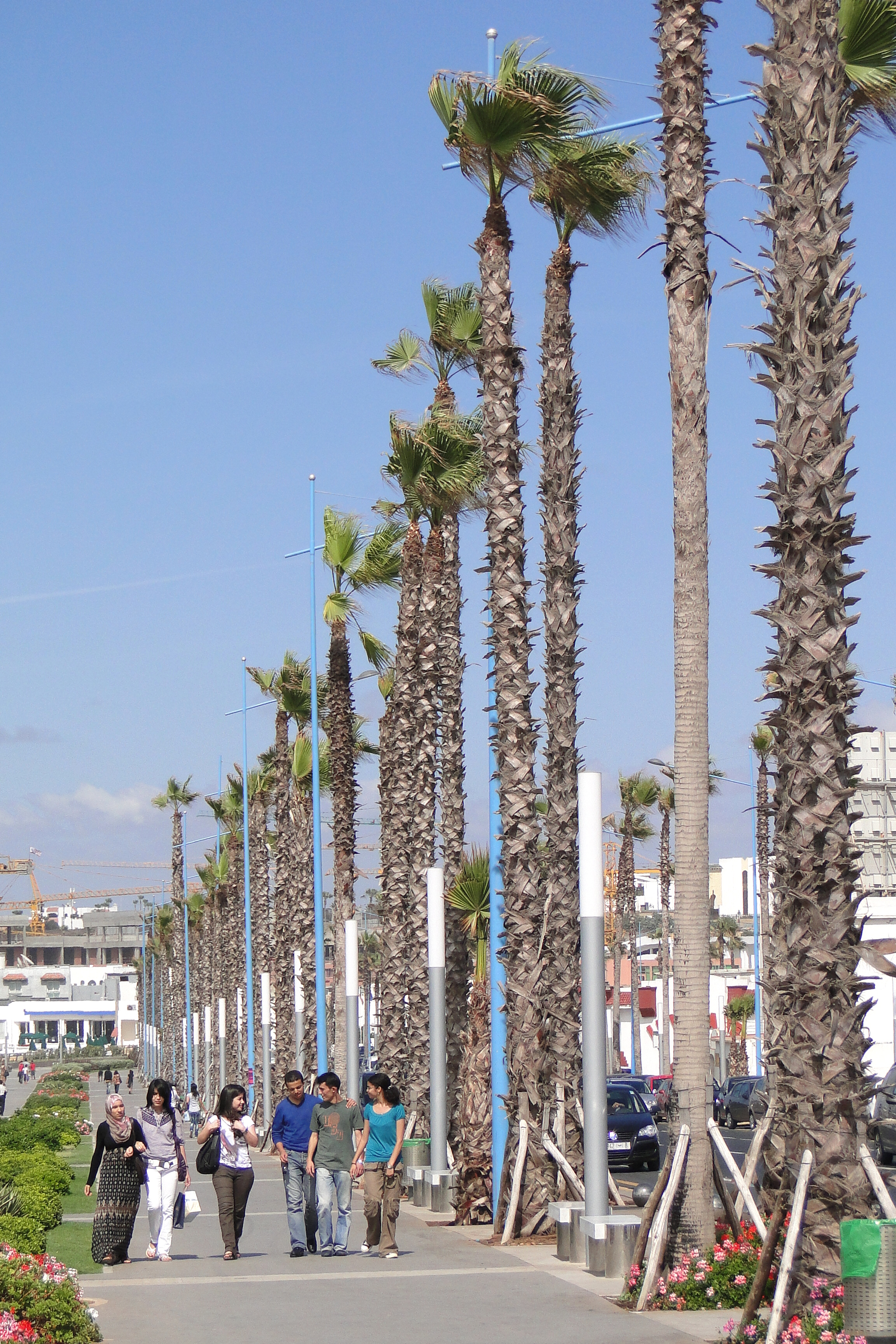
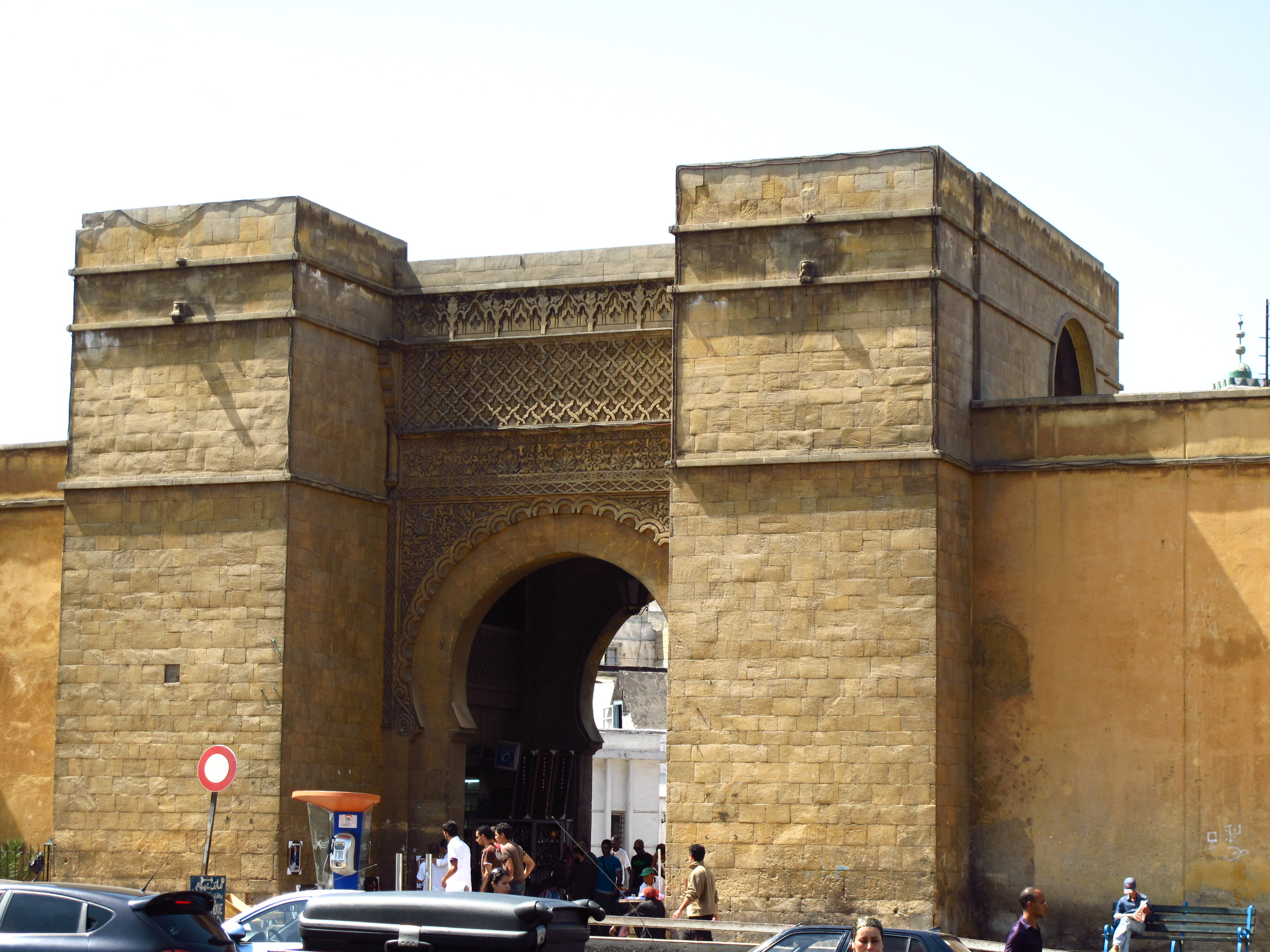
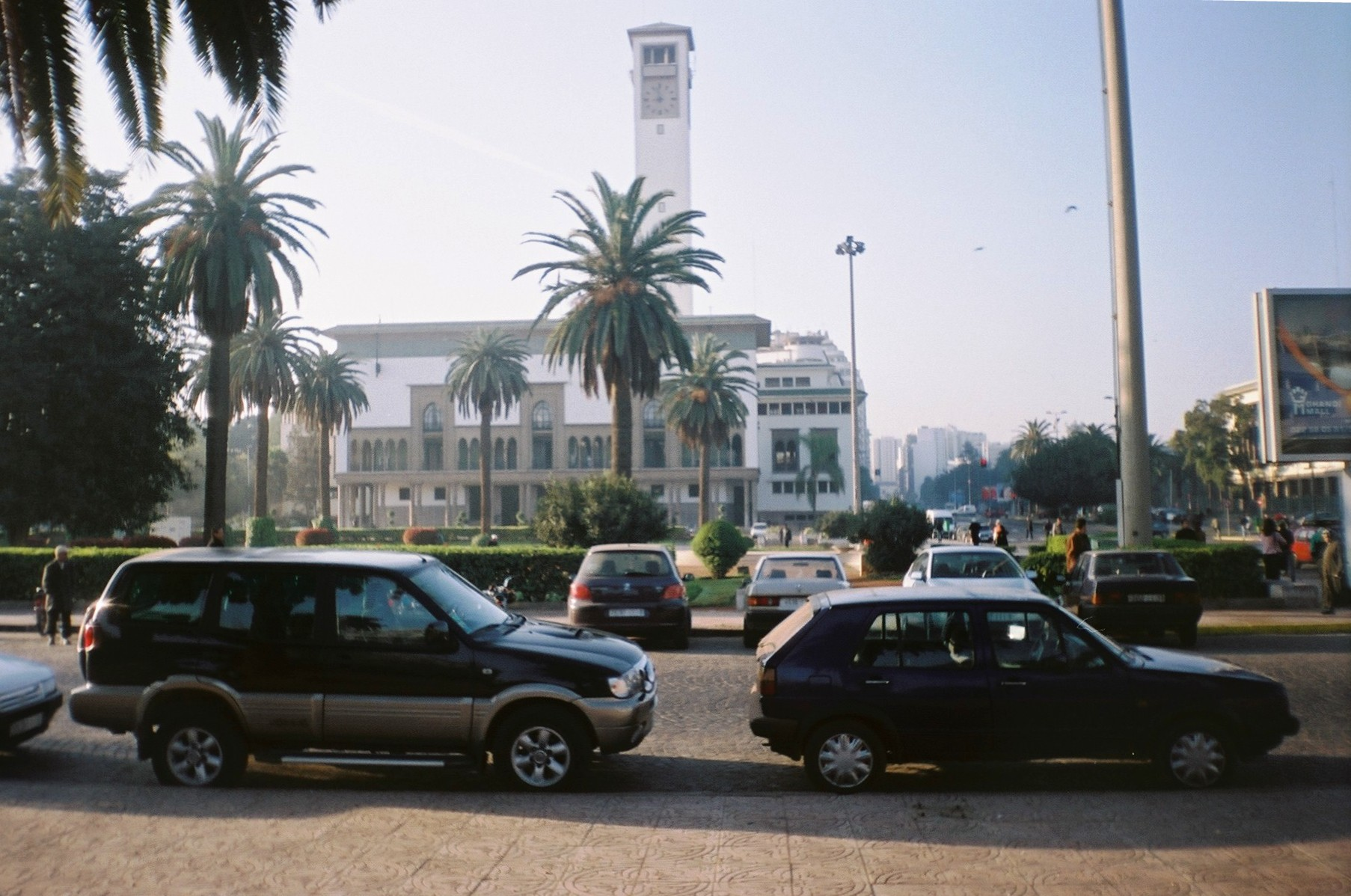
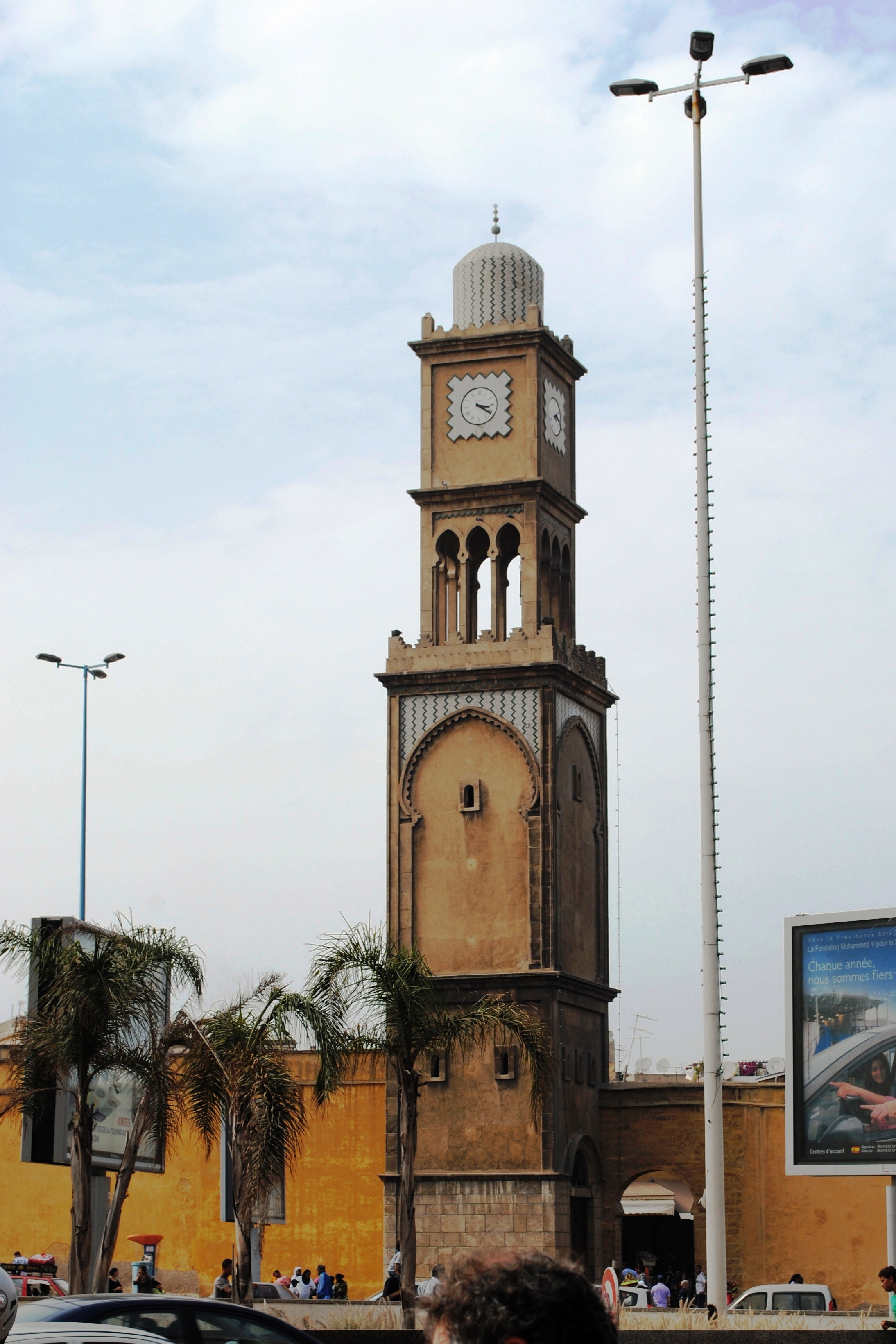
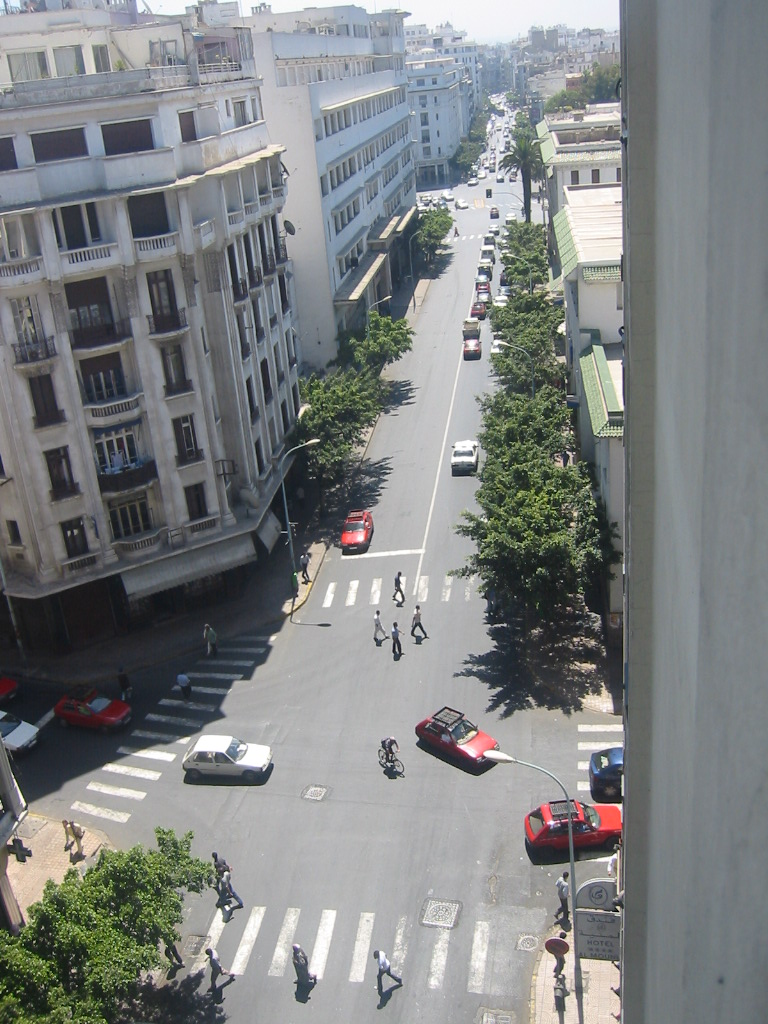
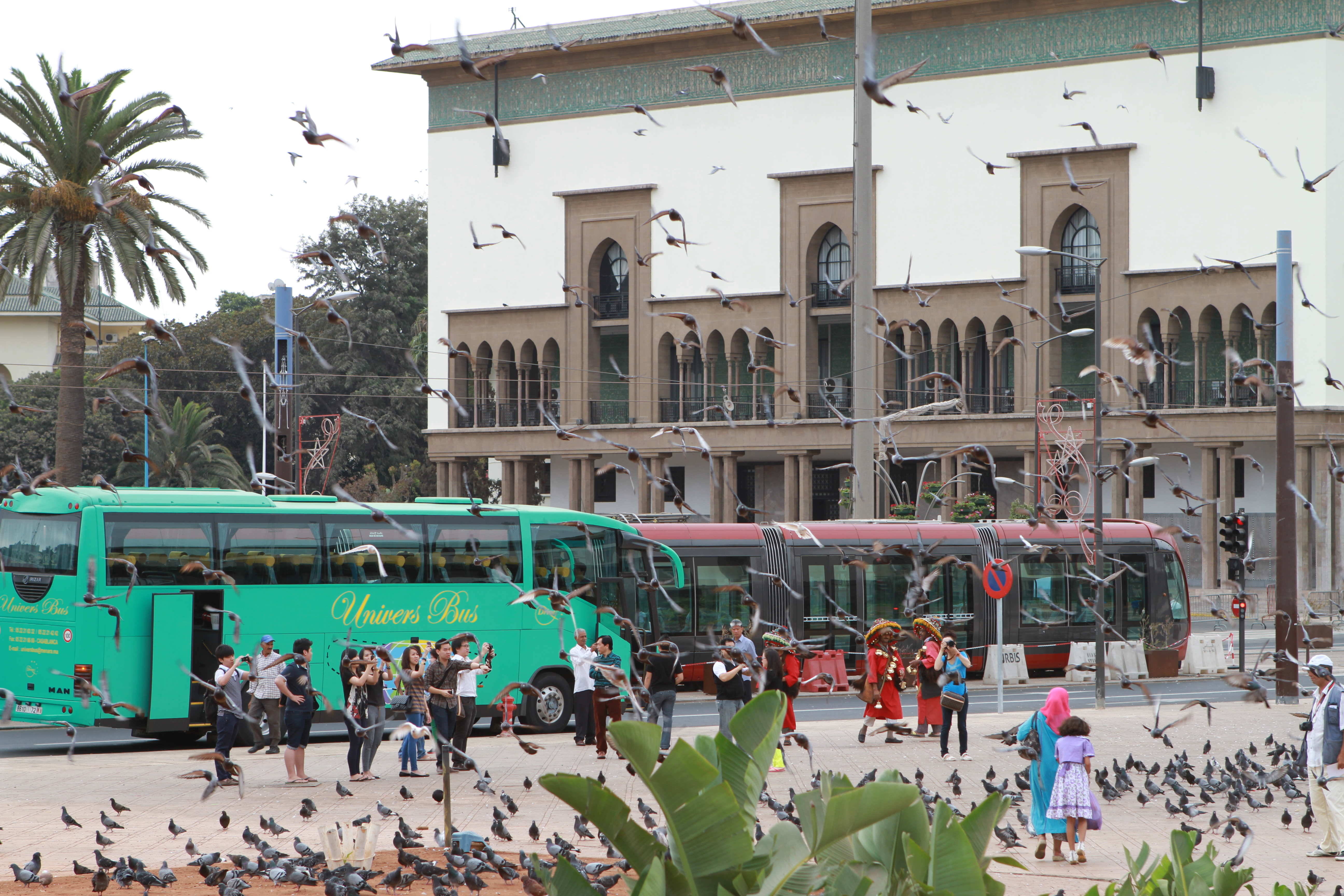
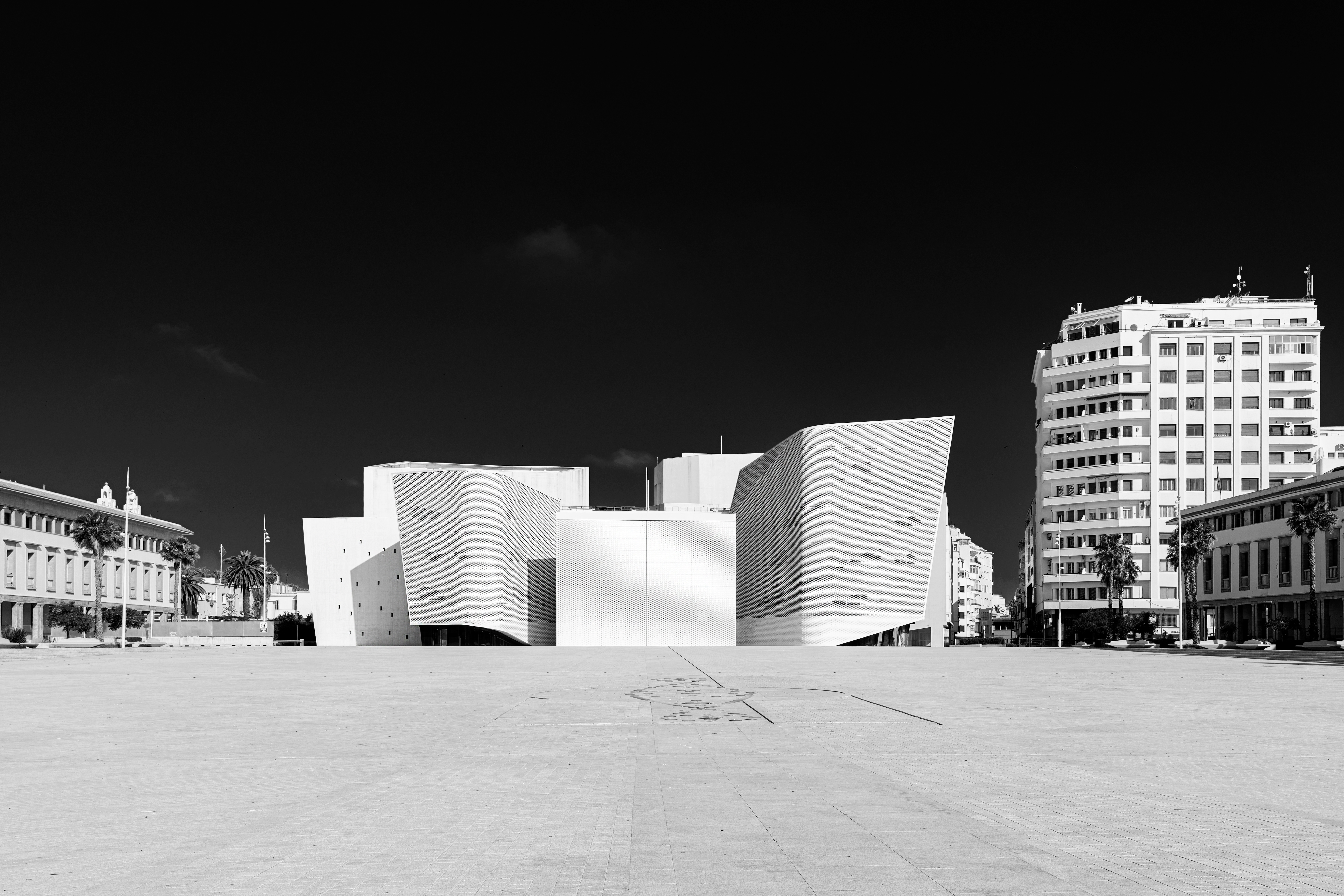
المسرح الكبير للدار البيضاء بساحة محمد الخامس

## التوأمة
| - سوريا - مدينة حلب - أرتفين، تركيا. - شيكاغو، الولايات المتحدة الأمريكية منذ 1982. - شانغهاي، جمهورية الصين الشعبية منذ 1986. - باريس، فرنسا. - نيويورك، الولايات المتحدة الأمريكية. - الإسكندرية، مصر - بوردو، فرنسا منذ 1988. - ليبيا - مدينة البيضاء - إمارة دبي، الإمارات العربية المتحدة. - مونتريال، كندا. - الجزائر - مدينة الجزائر |